# PEC Zwolle
PEC Zwolle is een Nederlandse profvoetbalclub uit Zwolle, de hoofdstad van de provincie Overijssel. De club werd in 1910 opgericht als PEC. De club komt sinds de zomer van 2023 uit in de Eredivisie. De thuisbasis van de voetbalclub is het MAC³PARK stadion. Vanaf het seizoen 2010/11 heeft PEC Zwolle ook een vrouwenelftal, dat in de Vrouwen Eredivisie speelt.

## Naamgeving
De naam van PEC Zwolle is verscheidene keren gewijzigd.
| Jaar | Naamsverandering                                                       |
| ---- | ---------------------------------------------------------------------- |
| 1904 | Oprichting van voetbalclub Ende Desespereert Nimmer (EDN) in Assendorp |
| 1906 | Oprichting van voetbalclub Prins Hendrik (PH)                          |
| 1910 | Fusie van PH en EDN tot de PH-EDN-Combinatie (PEC)                     |
| 1969 | Fusie met Zwolsche Boys; naam PEC blijft behouden                      |
| 1971 | Naamsverandering naar PEC Zwolle                                       |
| 1982 | Naamsverandering naar PEC Zwolle '82                                   |
| 1990 | PEC Zwolle'82 failliet, oprichting FC Zwolle'                          |
| 2012 | Naamsverandering naar PEC Zwolle                                       |

## Geschiedenis
In 1904 wordt in de Zwolse wijk Assendorp AVC, de Assendorper Voetbal Club, opgericht. Uit AVC komt Volharding voort, daaruit Sallandia en daaruit weer Ende Desespereert Nimmer. Dit laatste betekent "Wanhoop nooit".
In 1906 werd Prins Hendrik opgericht; de club speelde op een terrein naast de theetuin Thijssen. Twee jaar later trad PH toe tot de bond, de NVB. De club Ende Desespereert Nimmer promoveerde in 1910 naar de NVB. PH bungelde steevast onderaan de ranglijst, terwijl EDN het beter deed. Het kwam tot een fusie.

### Oprichting
Op 12 juni 1910, in Hotel Koenders op de Grote Markt te Zwolle, besloten de twee voetbalverenigingen te fuseren. Prins Hendrik en Ende Desespereert Nimmer fuseerden tot PEC, omdat ze dachten dat ze gezamenlijk meer kans maakten om te overleven in de 2e klasse van de Nederlandse Voetbal Bond. De vereniging kreeg direct ook een atletiekafdeling. De nieuwe club, spelend op het terrein van Theetuin Thijssen (Zwolle-West), eindigde in zijn eerste seizoen op de tweede plaats in de 2e klasse C. De eerste twee decennia van zijn bestaan speelde PEC onafgebroken in de 2e klasse. Hoogtepunt was het kampioenschap in 1917 waarmee een plaats in de promotiecompetitie werd afgedwongen, maar daarin kwam PEC niet verder dan de derde plaats.
In 1923 verhuisde PEC naar Sportpark De Vrolijkheid, een terrein genoemd naar de aanpalende uitspanning aan de afslag Noord op de huidige A28 die de stad doorklieft. Een jaar later ronselde de club de complete middenlinie van Zwolsche Boys, hetgeen de gemoederen in de stad danig verhitte en wat bijdroeg tot een ongezonde rivaliteit ter plaatse.
Op 17 juni 1928 werd de finale van de KNVB Beker afgewerkt tegen RCH in Hilversum. Deze wedstrijd werd met 2–0 verloren. In datzelfde jaar was stadgenoot Z.A.C., met de legendarische Beb Bakhuijs, kampioen van Oost-Nederland geworden en het mocht aan de landelijke kampioenscompetitie deelnemen.
In 1935 verruilden PEC en Zwolsche Boys respectievelijk De Vrolijkheid en het Gemeentelijk Sportpark. Er lag een omvangrijk omkoopschandaal aan ten grondslag waarin de verhuurder, graszoden, valse rekeningen en knoeierij met spelerscontracten en amateurbepalingen een rol spelen. Een rekening van graszoden voor De Vrolijkheid zou een dekmantel zijn geweest voor zwarte betalingen van PEC aan contractspelers. Toen de Zwolsche Boys hun intrek op De Vrolijkheid hadden genomen, schotelde de verhuurder hen een aanzienlijke reductie op de huurprijs voor.

### Betaald voetbal
In het seizoen 1954/55 werd PEC kampioen van de 2e klasse, waarmee promotie naar het betaalde voetbal mogelijk werd (de KNVB bood 24 clubs de gelegenheid toe te treden). Op 23 februari 1955 nam PEC het besluit om een betaald-voetbalorganisatie (BVO) te worden. PEC nam voor het eerst deel aan het betaalde voetbal in 1955/56 toen er twee hoofdklassen bestonden en drie 1e Klassen. Het seizoen daarop werd het divisie-systeem ingevoerd met een Eredivisie, twee Eerste divisies en twee Tweede divisies. Vijftien seizoenen maakte PEC deel uit van de Tweede divisie, vooral in de middenmoot of daar net onder en menigmaal in felle strijd verwikkeld met stadgenoot Zwolsche Boys.
Rond 1957 verruilden PEC en Zwolsche Boys opnieuw hun terreinen; Zwolsche Boys speelde weer op het Gemeentelijk Sportpark en PEC was terug op De Vrolijkheid en kocht dat complex in 1960. Met datzelfde Zwolsche Boys ging het aan het eind van de jaren zestig bergafwaarts. In 1969 zag die club zich genoodzaakt om vrijwillig terug te keren naar de amateurs. PEC nam een groep spelers over van de aartsrivaal.
Na 10 jaar in Zwolle Noord te hebben gevoetbald, keerde PEC in het seizoen 1970/71 terug naar het gemeentelijk sportterrein aan de Ceintuurbaan, dat werd voorzien van goede tribunes en een lichtinstallatie. De Zwolsche Boys, inmiddels amateurs, worden verbannen naar De Vrolijkheid.

### Eerste divisie
PEC werd in het seizoen 1970/71 tweede in de Tweede divisie, hetgeen rechtstreekse promotie naar de Eerste divisie betekende. Besloten werd de plaatsnaam aan de clubnaam toe te voegen: PEC werd PEC Zwolle. PEC Zwolle speelde zeven seizoenen in de Eerste divisie, greep in 1972/73, 1974/75 en 1976/77 een periodetitel en kwalificeerde zich daarmee voor deelname aan de nacompetitie. In 1974 splitste de atletiekafdeling zich af van de vereniging en ging als AV PEC 1910 zelfstandig verder.
In 1976/77 werd de tweede plaats behaald en bereikten de Zwollenaren voor de tweede maal in de historie de finale van de KNVB Beker die ze in Nijmegen na verlenging verloren van FC Twente, 3–0. In het seizoen 1977/78 werd PEC Zwolle kampioen van de Eerste divisie en bereikte daarmee rechtstreeks de hoogste competitie van Nederland.

### Topvoetbal
Vanaf 1978/79 speelde PEC Zwolle tien seizoenen in de hoogste divisie met één tussenliggend seizoen in de Eerste divisie (1985/86). Het eerste seizoen werd een uitstekende achtste plaats behaald. Henk van Ginkel was in deze jaren technisch manager van de club, trainer was Fritz Korbach (1977/78-1981/82).
Vanaf 1981 domineerde het degradatievoetbal en ontstonden ook financiële problemen. Toen een definitief faillissement dreigde, stak projectontwikkelaar Marten Eibrink een reddende hand toe. Door de schulden weg te werken, de organisatiestructuur te wijzigen en als zelfstandig ondernemer de selectiespelers onder contract te nemen, kon hij zich eigenaar van PEC Zwolle noemen en wist hij betaald voetbal voor Zwolle te behouden. Om de nieuwe start op 1 juli 1982 te symboliseren werd de club omgedoopt tot PEC Zwolle '82.
PEC Zwolle '82 was in de eerste helft van 1983/84 een heuse subtopper, maar uiteindelijk ging het minder met de ploeg. In 1984/85 leidde dat uiteindelijk tot degradatie naar de Eerste divisie. In 1986 wist PEC Zwolle '82 onmiddellijk weer te promoveren via een tweede plaats in de competitie. Tussen 1987 en 1989 eindigde de Zwolse club steeds in of onder de middenmoot. Aan het eind van het seizoen 1988/89 bleek degradatie naar de Eerste divisie niet meer te voorkomen.

### Oprichting FC Zwolle
Het voortbestaan van de club stond eind jaren tachtig opnieuw ter discussie. In maart 1987 meldde het NOS Journaal zelfs dat eigenaar Eibrink met zijn club wilde verhuizen naar Lelystad, Almere of Assen. Zijn voortdurende onenigheid met de gemeente Zwolle deed Eibrink besluiten om zich per 1 juli 1988 terug te trekken, op een moment dat er een gezonde club stond, met een nieuw Oosterenkstadion (met Johan Cruijff-tribune). Zijn vertrek leidde tot nieuwe geldzorgen voor PEC Zwolle '82. Onder voorzitterschap van Gaston Sporre werd een reddingsoperatie uitgevoerd, die van de Zwolse club een meer professionele betaald-voetbalorganisatie moest maken. De aanpak bleek grondig en gedegen en leidde tot het definitief faillissement van PEC Zwolle '82 en de oprichting van FC Zwolle per 1 juli 1990.
In 1997 en in 1999 stootte FC Zwolle verrassend door naar de kwartfinale om de Amstelcup (voorheen KNVB Beker). Gaston Sporre was in 1998 opgevolgd door Ronald van Vliet en onder zijn voorzitterschap werd de weg naar de top ingezet. De ploeg speelde fris en attractief voetbal, maar kon telkens in de nacompetitie geen promotie afdwingen.
FC Zwolle strandde vijf jaar op rij in de nacompetitie, maar wist op 26 april 2002 onder leiding van Paul Krabbe het kampioenschap in de Eerste divisie veilig te stellen. Na een afwezigheid van dertien seizoenen keerde FC Zwolle terug naar de Eredivisie. Ondanks het succes van Krabbe werd besloten om het eredivisie-avontuur aan te gaan met een andere trainer: Peter Boeve volgde Krabbe op als hoofdtrainer.
FC Zwolle haalde in het seizoen 2002/03 een 16e plaats, waardoor nacompetitie moest worden gespeeld. In een poule met rivaal Go Ahead Eagles, FC Den Bosch en Helmond Sport kwam het op de laatste wedstrijd aan. Thuis tegen Helmond Sport werd een kwartier voor tijd een 0–1-achterstand omgebogen tot 4–1 winst, waardoor ook in het seizoen 2003/04 Eredivisie kon worden gespeeld. Dat seizoen begon dramatisch; na zeven wedstrijden had FC Zwolle slechts één punt vergaard. Peter Boeve moest dan ook al snel het veld ruimen voor de nieuwe coach Hennie Spijkerman. Pas na de winterstop (slechts 7 punten) werd de inhaalrace ingezet. Na overwinningen op sc Heerenveen en AZ stond FC Zwolle met nog één speelronde te gaan op de 16e plek. Toch ging het in de laatste ronde mis. Uit bij Feyenoord werd met 7–1 verloren, terwijl concurrenten Vitesse en FC Volendam de volle winst behaalden. FC Zwolle degradeerde naar de Eerste divisie.
De eerste jaren na de degradatie waren niet succesvol. In het seizoen 2010/11 was FC Zwolle dicht bij directe promotie. Rond de winterstop stond de ploeg 13 punten voor op concurrent FC Volendam en 15 punten op RKC Waalwijk. Laatstgenoemde club maakte een inhaalslag en wist de koploper in te halen. FC Zwolle werd veroordeeld tot de play-offs, maar struikelde over VVV-Venlo, de nummer 17 van de Eredivisie. FC Zwolle verloor in de finale in de thuiswedstrijd met 1–2, maar stond vijf minuten voor tijd in Venlo op dezelfde stand tegen tien man van VVV. In de 87e minuut wisten de Limburgers de 2–2 te maken. Het daaropvolgende jaar leek zich een soortgelijk doemscenario te voltrekken. FC Zwolle stond tien punten voor op nummer twee FC Eindhoven, maar Sparta Rotterdam (dat rond de winterstop 13 punten achterstond) wist tot op drie punten te naderen. Uiteindelijk werd FC Zwolle, met nog enkele wedstrijden te spelen, op vrijdag 13 april 2012 kampioen van de Jupiler League. De kampioenschaal werd uitgereikt na een 0–0-gelijkspel tegen FC Eindhoven. Doordat Sparta met 1–1 gelijkspeelde in Almere tegen Almere City FC was FC Zwolle niet meer in te halen.

### PEC Zwolle
Tijdens de kampioenshuldiging van de selectie, op zaterdag 14 april 2012, werd bekendgemaakt dat FC Zwolle vanaf het seizoen 2012/13 weer PEC Zwolle gaat heten. Het doel was om de banden met het verleden op intensieve wijze te accentueren en hierbij voort te bouwen op de roemruchte reputatie die PEC Zwolle in de jaren tachtig in de regio had ontwikkeld. "Het begrip dat PEC nog steeds is, spreekt in de regio meer aan dan FC. Om als club verder te groeien, dient deze volgende stap gezet te worden", aldus voorzitter Adriaan Visser. Het thuistenue bleef blauw-wit, het uittenue nam de oude, groen-witte combinatie van het voormalige PEC Zwolle over. Beide tenues werden voorzien van een extra logo, dat de nostalgische gevoelens van PEC diende te accentueren. Het clublogo bleef vrijwel ongewijzigd, enkel het opschrift werd vervangen van "FC Zwolle" door "PEC Zwolle". Volgens Visser zouden de structuur en beleidsvorming van de club verder niet beïnvloed worden door deze ontwikkelingen.
PEC Zwolle was in het seizoen 2012/13 succesvoller op het hoogste niveau dan tien jaar geleden. Het seizoen begon matig; pas in de zevende speelronde boekte PEC de eerste overwinning, tegen mede-promovendus Willem II. In de 13e speelronde volgde de eerste thuiszege tegen NAC Breda. De rest van het seizoen verliep echter voorspoedig, met een aantal memorabele hoogtepunten zoals de overwinning uit tegen PSV, thuis tegen Feyenoord en het bereiken van de halve finale van de KNVB Beker. PEC eindigde als elfde en wist zich rechtstreeks te handhaven.
Door het succes in de Eredivisie en het sprankelende voetbal waarmee PEC de harten van veel voetballiefhebbers wist te veroveren, kwam de club (en zijn spelers en staf) in het vizier van veel (top)ploegen. Zo ging het succeskoppel Art Langeler en Jaap Stam respectievelijk naar PSV (hoofd jeugdopleiding) en Ajax (verdedigingstrainer). Maar met het aantrekken van hoofdtrainer Ron Jans keerde een verloren zoon terug. In de voorbereiding naar het seizoen 2013/14 won PEC Zwolle alle wedstrijden, onder meer tegen Werder Bremen. PEC kwam in de Eredivisie zeer goed uit de startblokken. Achtereenvolgens Feyenoord, Heracles Almelo, N.E.C. en promovendus SC Cambuur werden aan de zegekar gebonden. PEC bezette voor het eerst sinds 1988 de eerste plaats van de Eredivisie en brak record na record. Pas tegen FC Utrecht in eigen huis werden de eerste punten gemorst met een gelijkspel.
Het grootste succes van de club volgde aan het einde van het seizoen 2013/14. In de competitie was PEC teruggevallen naar een 9e plaats, maar de club wist de finale van de KNVB Beker te bereiken. Daarin troffen ze op 20 april 2014 in Rotterdam landskampioen Ajax, dat toen al bijna verzekerd was van een nieuwe landstitel. PEC versloeg Ajax met 5–1 door doelpunten van Ryan Thomas (2x), Guyon Fernandez (2x) en aanvoerder Bram van Polen. De club pakte zo haar eerste prijs in de 104-jarige clubhistorie. Op 3 augustus 2014 won PEC ook de Johan Cruijff Schaal door Ajax wederom te verslaan.
Na zeven speelronden in het seizoen 2014/15 had PEC vijftien punten, evenveel als koploper PSV en Ajax. Tevens wist PEC Zwolle zich voor het tweede achtereenvolgende jaar te plaatsen voor de finale van de KNVB Beker, door in de halve finale FC Twente middels strafschoppen te verslaan. In de finale werd verloren van FC Groningen. Een week later werd voor het eerst in de geschiedenis van de club deelname aan de play-offs voor de Europa League behaald. Hierin werd PEC in de eerste ronde uitgeschakeld door de latere winnaar Vitesse.
Het seizoen 2015/16 sloot PEC Zwolle af op een achtste plaats, waarmee het team zich net als het jaar daarvoor kwalificeerde voor de play-offs voor de Europa League. Hierin werd PEC in de eerste ronde uitgeschakeld door FC Utrecht.
In het seizoen 2016/17 werd een veertiende plaats bereikt. In de jaren erna schommelde PEC Zwolle rond de middenmoot, totdat de club in het seizoen 2021/22 zijn noodlot dan toch bezegeld zag worden. Na bijna tien jaar Eredivisie kon een achttiende plaats ondanks een eindsprint niet voorkomen worden. Degradatie naar de Eerste Divisie was daarmee een feit. Op 3 maart 2023 behaalde PEC Zwolle een record in de eerste divisie en evenaring van het record in betaalde voetbal door FC Den Bosch met 13-0, na een ruststand van 7-0, te verslaan. In deze wedstrijd scoorden Apostolos Vellios en Lennart Thy een hattrick. In het seizoen 2022/23 eindigde PEC Zwolle uiteindelijk op de tweede plaats, die recht gaf op rechtstreekse promotie naar de Eredivisie. PEC Zwolle keerde hiermee na één jaar afwezigheid terug op het hoogste niveau.

## Erelijst
| Nationaal            |    |                                    |
| KNVB Beker           | 1× | 2014                               |
| Johan Cruijff Schaal | 1× | 2014                               |
| Eerste divisie       | 3× | 1978, 2002, 2012                   |
| Tweede klasse – Oost | 6× | 1917, 1929, 1941, 1948, 1952, 1955 |

## Clubcultuur

### Logo

Wapen van de stad

Het huidige logo is een schildvormig figuur met rechte lijnen aan zowel de bovenkant als aan de zijkanten van het logo. Bovenin staat met dikke witte hoofdletters PEC Zwolle. Onder de naam staan vier logo's van de stad Zwolle; een op elk kwartier. De kleuren zijn blauw met wit. Deze kleuren zijn terug te vinden in het shirt van PEC Zwolle. Het logo van PEC Zwolle is, op de naam na, hetzelfde als dat van FC Zwolle.

### Tenue
Het tenue van PEC Zwolle bestaat uit een blauw-wit gestreept shirt. Deze kleuren zijn sinds 1991 de vaste kleuren geweest van het thuistenue. Dit is niet altijd zo geweest. Sinds de oprichting in 1910 zijn de kleuren bepaald op groen-wit, dit kwam in verschillende samenstellingen voor. Na het faillissement in 1991 heeft de club haar kleuren veranderd naar het huidige blauw-wit, verwijzend naar het logo van Zwolle. Als verwijzing naar het verleden is het uitshirt van PEC tegenwoordig altijd groen, vaak in combinatie met wit.
Overzicht van de tenues van PEC Zwolle sinds 2006
| 2006–2008 | 2008–2010 | 2010– |

#### Shirtsponsoring
Sinds 1982 is reclame op de borst een grote vorm van inkomsten, ook voor PEC Zwolle. Tot het seizoen 1982/83 prijkte enkel de kledingsponsor en het clubembleem op de borst. Het zeep- en deodorant met "Dr. Schupp" was de eerste betaalde shirtsponsor van PEC Zwolle. Het huidige contract met de VDK Groep loopt tot en met het seizoen 2023/24.
Kledingsponsoren deden hun intrede sinds de jaren 70. De eerste bekende kledingsponsor van PEC Zwolle was adidas. Adidas bleef tot 1990 kledingsponsor, hierna zijn Umbro, Hummel, Patrick en Robey kledingsponsor geweest. De huidige kledingsponsor is het Zweedse merk Craft. Craft verzorgde sinds het seizoen 2017/18 alle professionele kleding van PEC Zwolle. Het contract liep na zes jaar in de zomer van 2023 af, waarna PEC Zwolle naar Adidas overstapte. Deze verbintenis loopt tot minstens de zomer van 2027.
| Periode   | Shirtsponsor                                    | Kledingsponsor | Overige shirtsponsor(en) |
| --------- | ----------------------------------------------- | -------------- | --- |
| 0000–1982 | geen                                            | adidas         | |
| 1982–1985 | Dr. Schupp                                      | adidas         | |
| 1985–1988 | Super Cracks                                    | adidas         | |
| 1988–1989 | Cleo Hairfashion                                | adidas         | |
| 1989–1990 | Murata                                          | adidas         | |
| 1990–1992 | NIC                                             | Umbro          | |
| 1992–1996 | Het Groene Land                                 | Hummel         | |
| 1996–2003 | Groene Land                                     | Hummel         | |
| 2003–2005 | Falabella                                       | Hummel         | |
| 2005–2008 | Flash Casino                                    | Hummel         | |
| 2008–2009 | Scheffer Groep                                  | Hummel         | |
| 2009–2010 | Thuis: Ronald McDonaldhuis Uit: Stichting KiKa  | Hummel         | |
| 2010–2011 | Achmea Health Center                            | Hummel         | |
| 2011–2012 | Thuis: Schildersbedrijf Porte Uit: Huisman Bouw | Hummel         | |
| 2012–2013 | Beaphar                                         | Patrick        | Achterkant boven: Molecaten Achterkant onder: Spelersnaam Mouw l: SITA                                                                          |
| 2013–2014 | Vitens                                          | Patrick        | Achterkant boven: Molecaten Achterkant onder: Firezone Mouw l: Oldenhof                                                                         |
| 2014–2015 | Trustbrix                                       | Patrick        | Achterkant boven: Molecaten Achterkant onder: Firezone Mouw l: Oldenhof                                                                         |
| 2015–2016 | Molecaten                                       | Robey          | Achterkant boven: Firezone Achterkant onder: Hanos Mouw l: Eurosafe                                                                             |
| 2016–2017 | Molecaten                                       | Robey          | Achterkant boven: Consolid Achterkant onder: Biodiesel Kampen Mouw l: Oldenhof                                                                  |
| 2017–2019 | Molecaten                                       | Craft          | Achterkant boven: Consolid Achterkant onder: Travelbags Mouw l: Oldenhof                                                                        |
| 2019–2021 | Molecaten                                       | Craft          | Achterkant boven: Travelbags Achterkant onder: HANOS Mouw l: Oldenhof Mouw r: VDK Groep                                                         |
| 2021–2022 | VDK Groep                                       | Craft          | Achterkant boven: Hegeman Achterkant onder: Wehkamp Mouw l+r: VDK Groep                                                                         |
| 2022–2023 | VDK Groep                                       | Craft          | Achterkant boven: Molecaten Achterkamp onder: Wehkamp Mouw l+r: Roscom                                                                          |
| 2023–2024 | Circus.nl Sport & Casino                        | Adidas         | Achterkant boven: Molecaten Achterkant onder: Spelersnaam Mouw l+r: VDK Groep                                                                   |
| 2024-2025 | Circus.nl Sport & Casino                        | Adidas         | Achterkant boven: Molecaten Achterkant onder: Spelersnaam (1e helft seizoen) Achterkant onder: VDK Groep (2e helft seizoen) Mouw l+r: VDK Groep |

### Mascotte
Zwolfje is de mascotte van PEC Zwolle. Zwolfje is een blauwe wolf, de clubkleur van PEC Zwolle.
Zwolfje is in 2001 begonnen als onderdeel van de kidsclub van PEC Zwolle. Al snel werd hij ook gevraagd om bij de wedstrijden aanwezig te zijn. Sindsdien is hij elke thuiswedstrijd tijdens de warming-up en de rust in het MAC³PARK stadion te zien.

### Begroting
In het seizoen 2024/25 werkte de club met een begroting van 16,0 miljoen euro, dit is een stijging van 1,5 miljoen euro ten opzichte van het seizoen 2023/24.
| 4.5 |

| 3.5 |

| 3.2 |

| 2.9 |

| 3.0 |

| 3.6 |

| 3.8 |

| 4.1 |

| 4.4 |

| 8.0 |

| 9.0 |

| 10.4 |

| 11.3 |

| 11.7 |

| 11.7 |

| 13.0 |

| 13.5 |

| 11.5 |

| 12.7 |

| 10.7 |

| 14.5 |

| 16.0 |

| Begroting van PEC Zwolle per seizoen |

| Eredivisie | Eerste divisie |

Bedragen in miljoenen euro's

### Rivalen
De aartsrivaal van PEC Zwolle is Go Ahead Eagles. De ploegen speelden afgelopen decennia beide afwisselend in de Eredivisie en Eerste divisie. De derby tussen beide clubs wordt ook wel de "IJsselderby" genoemd. Go Ahead Eagles is de club van het rijke verleden, terwijl PEC Zwolle de laatste jaren hoger aangeschreven staat.
In de beginjaren van het betaald voetbal in Nederland speelde de club veelal samen met Zwolsche Boys in de Tweede divisie. Vanaf 1955 tot 1969 werd om de Zwolse eer gestreden. Zwolsche Boys was de grootste club in het begin, halverwege de jaren 60 werden de rollen omgedraaid en kwam PEC naar boven als grootste club. In 1969 viel voor Zwolsche Boys het doek als betaald-voetbalclub. De club verkeerde in financiële nood en keerde noodgedwongen terug naar de amateurs.

## Accommodaties

### MAC³PARK stadion

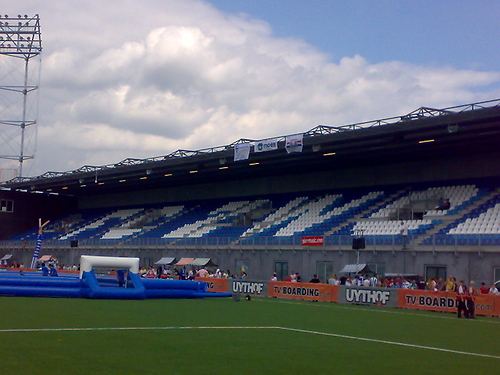
Fred Patrick Tribune (Oost)

PEC Zwolle speelt zijn thuiswedstrijden in het MAC³PARK stadion. Het stadion biedt plaats aan 14.000 toeschouwers. Op 9 maart 2007 werd begonnen met de bouw. Het stadion is officieel geopend op 29 augustus 2009, maar sinds het seizoen 2007/08 werd er al gespeeld tussen de bouwwerkzaamheden door. De eerste officiële wedstrijd was op 8 augustus 2008 tegen MVV. De wedstrijd eindigde in een 0–0-gelijkspel. Het eerste doelpunt werd twee weken later gemaakt in de wedstrijd tegen Cambuur Leeuwarden. Het doelpunt kwam op naam van Bram van Polen. Het stadion is in handen van Stadion Ontwikkeling Zwolle.
Tot 20 april 2007 werd in het Oosterenkstadion gespeeld, dat ook de thuisbasis was van PEC Zwolle.

#### Sportcampus De Pelikaan
Begin 2025 werd bekend dat de club een twintigjarige overeenkomst heeft getekend met de Gemeente Zwolle voor de herontwikkeling van sportcampus de Pelikaan als trainingsaccommodatie. De club was na de overstap van een kunstgrasveld naar een natuurgrasveld in het stadion al op zoek naar een eigen accommodatie om de overvolle velden van Be Quick '28 en VV Berkum te ontzien. Vanaf het seizoen 2025/26 traint het eerste team op de nieuwe velden. Aansluitend komen het eerste vrouwenelftal en de Onder 21 ook op de sportcampus te spelen.

### Oosterenkstadion
Het vorige stadion, het Oosterenkstadion van PEC Zwolle stond nagenoeg op dezelfde plek. Na de laatste renovatie in 1997 konden 6.865 mensen plaatsnemen in het stadion. Aan het eind van het seizoen 2006/07 is het gesloopt.

### Sportpark De Vrolijkheid
Sportpark de Vrolijkheid is het voormalige voetbalveld van PEC Zwolle. Het veld is niet ver gelegen van het huidige stadion. In de loop der jaren is het sportpark het onderkomen geweest van PEC en Zwolsche Boys. Vanaf 1970 kreeg PEC een eigen plek aan de overzijde van de Boerendanserdijk.

### Het Bleekien
Het Bleekien was het eerste veld waar de club PEC zijn wedstrijden speelde. Het veld was niet meer dan een gemaaid grasveld. Meer Zwolse voetbalverenigingen hebben hier hun eerste wedstrijd gespeeld.

## Organisatie
| Bestuur            |           |                       |      |
| Frans van der Kolk | Nederland | Voorzitter            | 2025 |
| Martijn Hakstege   | Nederland | Bestuurslid           | 2020 |
| Jeroen Bijl        | Nederland | Bestuurslid           | 2022 |
| Elias Ruissen      | Nederland | Bestuurslid           | 2024 |
| vacant             |           | Bestuurslid           |      |
| Directie           |           |                       |      |
| Joost Broerse      | Nederland | Algemeen directeur    | 2025 |
| Gerry Hamstra      | Nederland | Technisch directeur   | 2024 |
| Jeugdopleiding     |           |                       |      |
| Dennis Bekking     | Nederland | Hoofd jeugdopleiding  | 2024 |
| Dennis Rosink      | Nederland | Coördinator onderbouw |      |

Laatste update: 13 januari 2025

## Selectie en technische staf

### Selectie
| Nat.                                                      | Naam                     | Competitie | Competitie | Play-offs  | Play-offs  | Beker      | Beker      | Europa     | Europa     | Supercup   | Supercup   | Totaal     | Totaal     | Contract   | Seizoen bij PEC Zwolle | Vorige club     | Datum debuut      | Wedstrijddebuut                   |            |
| Nat.                                                      | Naam                     | W          | Goal       | W          | Goal       | W          | Goal       | W          | Goal       | W          | Goal       | W          | Goal       | Contract   | Seizoen bij PEC Zwolle | Vorige club     | Datum debuut      | Wedstrijddebuut                   |            |
| Doelmannen                                                | Doelmannen               | Doelmannen | Doelmannen | Doelmannen | Doelmannen | Doelmannen | Doelmannen | Doelmannen | Doelmannen | Doelmannen | Doelmannen | Doelmannen | Doelmannen | Doelmannen | Doelmannen             | Doelmannen      | Doelmannen        | Doelmannen                        | Doelmannen |
| --------------------------------------------------------- | ------------------------ | ---------- | ---------- | ---------- | ---------- | ---------- | ---------- | ---------- | ---------- | ---------- | ---------- | ---------- | ---------- | ---------- | ---------------------- | --------------- | ----------------- | --------------------------------- | ---------- |
| Vlag van Nederland                                        | Jasper Schendelaar       | 99         | 0          | 0          | 0          | 1          | 0          | 0          | 0          | 0          | 0          | 100        | 0          | 2026       | 4e                     | AZ              | 7 augustus 2022   | PEC Zwolle – De Graafschap 2–1    |            |
| Vlag van Nederland                                        | Duke Verduin             | 0          | 0          | 0          | 0          | 0          | 0          | 0          | 0          | 0          | 0          | 0          | 0          | 2025       | 3e                     | Jeugd           | –                 | –                                 |            |
| Verdedigers                                               |                          |            |            |            |            |            |            |            |            |            |            |            |            |            |                        |                 |                   |                                   |            |
| Vlag van Nederland                                        | Olivier Aertssen         | 20         | 1          | 0          | 0          | 1          | 0          | 0          | 0          | 0          | 0          | 21         | 1          | 2027       | 1e                     | Ajax            | 1 september 2024  | PEC Zwolle – Heracles Almelo 3–0  |            |
| Vlag van Ierland                                          | Anselmo García Mac Nulty | 66         | 3          | 0          | 0          | 2          | 0          | 0          | 0          | 0          | 0          | 68         | 3          | 2026       | 2e                     | VfL Wolfsburg   | 27 augustus 2023  | PEC Zwolle – FC Utrecht 1–0       |            |
| Vlag van Nederland                                        | Sherel Floranus          | 22         | 0          | 0          | 0          | 1          | 0          | 0          | 0          | 0          | 0          | 23         | 0          | 2027       | 1e                     | Almere City FC  | 1 september 2024  | PEC Zwolle – Heracles Almelo 3–0  |            |
| Vlag van Denemarken                                       | Simon Graves             | 27         | 0          | 0          | 0          | 0          | 0          | 0          | 0          | 0          | 0          | 27         | 0          | Huur       | 1e                     | Palermo FC      | 24 augustus 2024  | N.E.C. – PEC Zwolle 1–0           |            |
| Vlag van Nederland                                        | Damian van der Haar      | 45         | 2          | 0          | 0          | 1          | 0          | 0          | 0          | 0          | 0          | 46         | 2          | 2025       | 2e                     | Jeugd           | 24 september 2023 | PEC Zwolle – AZ 0–3               |            |
| Vlag van België                                           | Thierry Lutonda          | 11         | 0          | 0          | 0          | 1          | 0          | 0          | 0          | 0          | 0          | 12         | 0          | 2026       | 1e                     | RKC Waalwijk    | 11 augustus 2024  | FC Utrecht – PEC Zwolle 1–0       |            |
| Middenvelders                                             |                          |            |            |            |            |            |            |            |            |            |            |            |            |            |                        |                 |                   |                                   |            |
| Vlag van Nederland                                        | Nick Fichtinger          | 27         | 0          | 0          | 0          | 1          | 0          | 0          | 0          | 0          | 0          | 28         | 0          | 2026       | 2e                     | Jeugd           | 20 augustus 2023  | FC Twente – PEC Zwolle 3–1        |            |
| Vlag van Kaapverdië                                       | Jamiro Monteiro          | 27         | 2          | 0          | 0          | 1          | 1          | 0          | 0          | 0          | 0          | 28         | 3          | 2026       | 1e                     | Gaziantep FK    | 14 september 2024 | FC Twente – PEC Zwolle 1–1        |            |
| Vlag van Nederland                                        | Thijs Oosting            | 0          | 0          | 0          | 0          | 0          | 0          | 0          | 0          | 0          | 0          | 0          | 0          | Huur       | 1e                     | FC Groningen    | –                 | –                                 |            |
| Vlag van Indonesië                                        | Eliano Reijnders         | 105        | 7          | 0          | 0          | 7          | 0          | 0          | 0          | 0          | 0          | 112        | 7          | 2027       | 6e                     | Jeugd           | 12 september 2020 | PEC Zwolle – Feyenoord 0–2        |            |
| Vlag van Nieuw-Zeeland                                    | Ryan Thomas              | 165        | 8          | 2          | 4          | 16         | 0          | 2          | 0          | 1          | 0          | 186        | 12         | 2027       | 8e                     | PSV             | 2 november 2013   | PSV – PEC Zwolle 1–1              |            |
| Vlag van Nederland                                        | Odysseus Velanas         | 60         | 6          | 0          | 0          | 2          | 0          | 0          | 0          | 0          | 0          | 62         | 6          | 2026       | 2e                     | NAC Breda       | 27 augustus 2023  | PEC Zwolle – FC Utrecht 1–0       |            |
| Aanvallers                                                |                          |            |            |            |            |            |            |            |            |            |            |            |            |            |                        |                 |                   |                                   |            |
| Vlag van Nederland                                        | Thomas Buitink           | 22         | 2          | 0          | 0          | 1          | 1          | 0          | 0          | 0          | 0          | 23         | 3          | 2027       | 2e                     | Vitesse         | 26 januari 2021   | PEC Zwolle – Heracles Almelo 2–2  |            |
| Vlag van Nederland                                        | Koen Kostons             | 0          | 0          | 0          | 0          | 0          | 0          | 0          | 0          | 0          | 0          | 0          | 0          | 2029       | 1e                     | SC Paderborn 07 | –                 | –                                 |            |
| Vlag van Nederland                                        | Samir Lagsir             | 22         | 4          | 0          | 0          | 3          | 0          | 0          | 0          | 0          | 0          | 25         | 4          | 2026       | 5e                     | Jeugd           | 31 oktober 2020   | FC Twente – PEC Zwolle 5–1        |            |
| Vlag van Ghana                                            | Braydon Manu             | 2          | 0          | 0          | 0          | 1          | 0          | 0          | 0          | 0          | 0          | 3          | 0          | 2026       | 1e                     | SV Darmstadt 98 | 11 augustus 2024  | FC Utrecht – PEC Zwolle 1–0       |            |
| Vlag van België                                           | Dylan Mbayo              | 34         | 4          | 0          | 0          | 1          | 0          | 0          | 0          | 0          | 0          | 35         | 4          | Huur       | 1e                     | KV Kortrijk     | 11 augustus 2024  | FC Utrecht – PEC Zwolle 1–0       |            |
| Vlag van Nederland                                        | Kaj de Rooij             | 26         | 2          | 0          | 0          | 1          | 0          | 0          | 0          | 0          | 0          | 27         | 2          | 2025       | 2e                     | Clubloos        | 4 februari 2024   | Sparta Rotterdam – PEC Zwolle 0–2 |            |
| Nat.                                                      | Naam                     | W          | Goal       | W          | Goal       | W          | Goal       | W          | Goal       | W          | Goal       | W          | Goal       | Contract   | Seizoen bij PEC Zwolle | Vorige club     | Datum debuut      | Wedstrijddebuut                   |            |
| Nat.                                                      | Naam                     | Competitie | Competitie | Play-offs  | Play-offs  | Beker      | Beker      | Europa     | Europa     | Supercup   | Supercup   | Totaal     | Totaal     | Contract   | Seizoen bij PEC Zwolle | Vorige club     | Datum debuut      | Wedstrijddebuut                   |            |
| * Statistieken voor het laatst bijgewerkt tot 1 juli 2025 |                          |            |            |            |            |            |            |            |            |            |            |            |            |            |                        |                 |                   |                                   |            |

### Staf
| Naam               | Nationaliteit | Functie             | Sinds | Contract | Vorige club               |
| ------------------ | ------------- | ------------------- | ----- | -------- | ------------------------- |
| Technische staf    |               |                     |       |          |                           |
| Henry van der Vegt | Nederland     | Hoofdtrainer        | 2025  |          | Jeugdopleiding PEC Zwolle |
| Tim Bakens         | Nederland     | Assistent-trainer   | 2025  |          | Helmond Sport             |
| Scott Calderwood   | Schotland     | Assistent-trainer   | 2025  |          | Al-Nasr –23               |
| Diederik Boer      | Nederland     | Keeperstrainer      | 2021  | 2028     | Jeugdopleiding PEC Zwolle |
| Medische staf      |               |                     |       |          |                           |
| Erwin Vloedgraven  | Nederland     | Verzorger           |       |          |                           |
| Suzanne Herpel     | Nederland     | Fysiotherapeut      |       |          |                           |
| Jacco Riemens      | Nederland     | Fysiotherapeut      |       |          |                           |
| Pim van Klij       | Nederland     | Clubarts            |       |          |                           |
| Michel Schouwink   | Nederland     | Huisarts            |       |          |                           |
| Bram Bembom        | Nederland     | Head of perdormance |       |          |                           |
| Analyse staf       |               |                     |       |          |                           |
| Joren Waardenburg  | Nederland     | Videoanalist        | 2025  |          |                           |
| Overige staf       |               |                     |       |          |                           |
| Isaak Teunis       | Nederland     | Teammanager         |       |          |                           |
| Jan de Groot       | Nederland     | Materiaalman        |       |          |                           |
| Nadja Olthuis      | Nederland     | Materiaalvrouw      |       |          |                           |

Laatste update: 20 juni 2025

## Overige elftallen

### Jeugd
Het doel van de jeugdopleiding is de doorstroming van jeugdige voetballers naar het eerste elftal van PEC Zwolle. Hieronder volgen enkele voorbeelden van spelers die het profvoetbal gehaald hebben en/of één of meerdere jaren in de jeugdopleiding van PEC Zwolle hebben gespeeld. In 2015 is de jeugdopleiding van PEC Zwolle benoemd tot nationale voetbalacademie, dit verving de oude 4-sterren beoordeling.
| Opzet voetbalacademie PEC Zwolle | Opzet voetbalacademie PEC Zwolle                               | Opzet voetbalacademie PEC Zwolle |
| -------------------------------- | -------------------------------------------------------------- | -------------------------------- |
| Hoofd jeugdopleiding             | Dennis Bekking                                                 | Dennis Rosink                    |
| Teams en trainersstaf            |                                                                |                                  |
| PEC Zwolle –21                   | Wilko Braam                                                    | Reservecompetitie                |
| PEC Zwolle –19                   | Marco Koorman                                                  | Eredivisie                       |
| PEC Zwolle –17                   | Ben Rienstra en Dennis Bekking                                 | Eredivisie                       |
| PEC Zwolle –16                   | Jim Brinkhof                                                   | –                                |
| PEC Zwolle –15                   | Lars te Wierike                                                | –                                |
| PEC Zwolle –14                   | Koen Romme                                                     | –                                |
| PEC Zwolle –13                   | Mark de Haan                                                   | –                                |
| PEC Zwolle –12                   | Dominggus Lim-Duan, Thomas Meuleman en Hassan Al-Kaabi         | –                                |
| PEC Zwolle –11                   | Robbin Uitslag                                                 | –                                |
| Keepertrainers                   | Marco Beens (–19 en –21) en Quinten van de Graaf (–11 tot –17) | –                                |

- Erik Bakker
- Gerald van den Belt
- Diederik Boer
- Albert van der Haar
- Johan Hansma
- Bert Konterman
- Etiënne Reijnen
- Richard Roelofsen
- Niek Vossebelt
- Arne Slot
- Ron Jans
- Henk Timmer
- Dominggus Lim-Duan
- Mustafa Saymak
- Jesper Drost
- Kingsley Ehizibue
- Thomas van den Belt
- Eliano Reijnders
- Damian van der Haar

#### PEC Zwolle O21
Sinds het seizoen 2020/21 komt het hoogste jeugdteam van PEC Zwolle uit in de landelijke reservecompetitie –21. Dit team vervangt het beloftenelftal. Het team bestaat uit spelers jonger dan 21 jaar, die niet aangevuld mogen worden met reservespelers van de hoofdselectie.

### Vrouwen
Op 20 maart 2010 werd bekend dat PEC Zwolle vanaf het seizoen 2010/11 een vrouwenvoetbalelftal afvaardigt in de Eredivisie voor vrouwen. De club waarmee de eerste twee seizoenen werd samengewerkt is voetbalclub Be Quick '28. In het seizoen 2012/13 werd er samengewerkt met SV Zwolle. Na één seizoen bij SV Zwolle is er opnieuw samengewerkt met Be Quick '28. Vanaf het seizoen 2014/15 is er gekozen om verder te gaan onder de naam Jong PEC Zwolle. Dit team zal spelers die geblesseerd zijn of buiten de boot vallen voor het eerste elftal opvangen.

## Samenwerkingsverbanden
PEC Zwolle werkt op uiteenlopende onderdelen met andere clubs uit binnen- en buitenland samen. De clubs waar PEC Zwolle op dit moment actief mee samenwerkt zijn:
- Verschillende amateurverenigingen[22]

## Overzichtslijsten

### Competitie

#### Eindklasseringen vanaf 1908/09
- 1909 7e
Tweede klasse
- 1910 7e
Tweede klasse
- 1911 3e
Tweede klasse
- 1912 7e
Tweede klasse
- 1913 7e
Tweede klasse
- 1914 6e
Tweede klasse
- 1915 5e
Tweede klasse
- 1916 4e
Tweede klasse
- 1917 1e
Tweede klasse
- 1918 7e
Tweede klasse
- 1919 2e
Tweede klasse
- 1920 2e
Tweede klasse
- 1921 2e
Tweede klasse
- 1922 3e
Tweede klasse
- 1923 3e
Tweede klasse
- 1924 5e
Tweede klasse
- 1925 2e
Tweede klasse
- 1926 4e
Tweede klasse
- 1927 8e
Tweede klasse
- 1928 2e
Tweede klasse
- 1929 1e
Tweede klasse
- 1930 10e
Eerste klasse
- 1931 2e
Eerste klasse
- 1932 4e
Eerste klasse
- 1933 2e
Eerste klasse
- 1934 4e
Eerste klasse
- 1935 3e
Eerste klasse
- 1936 4e
Eerste klasse
- 1937 7e
Eerste klasse
- 1938 10e
Eerste klasse
- 1939 2e
Tweede klasse
- 1940 3e
Noodcompetitie C
- 1941 1e
Tweede klasse
- 1942 7e
Eerste klasse
- 1943 10e
Eerste klasse
- 1944 10e
Eerste klasse
- 1945
- 1946 11e
Eerste klasse
- 1947 2e
Tweede klasse
- 1948 1e
Tweede klasse
- 1949 4e
Tweede klasse
- 1950 4e
Tweede klasse
- 1951 5e
Tweede klasse
- 1952 1e
Tweede klasse
- 1953 4e
Tweede klasse
- 1954 4e
Tweede klasse
- 1955 1e
Tweede klasse
- 1956 11e
Eerste klasse (prof) A
- 1957 10e
Tweede divisie A
- 1958 12e
Tweede divisie B
- 1959 8e
Tweede divisie B
- 1960 6e
Tweede divisie B
- 1961 16e
Tweede divisie
- 1962 14e
Tweede divisie
- 1963 17e
Tweede divisie B
- 1964 14e
Tweede divisie A
- 1965 15e
Tweede divisie A
- 1966 7e
Tweede divisie A
- 1967 8e
Tweede divisie
- 1968 14e
Tweede divisie
- 1969 18e
Tweede divisie
- 1970 5e
Tweede divisie
- 1971 2e
Tweede divisie
- 1972 7e
Eerste divisie
- 1973 2e
Eerste divisie
- 1974 7e
Eerste divisie
- 1975 4e
Eerste divisie
- 1976 6e
Eerste divisie
- 1977 2e
Eerste divisie
- 1978 1e
Eerste divisie
- 1979 8e
Eredivisie
- 1980 14e
Eredivisie
- 1981 9e
Eredivisie
- 1982 15e
Eredivisie
- 1983 13e
Eredivisie
- 1984 14e
Eredivisie
- 1985 18e
Eredivisie
- 1986 2e
Eerste divisie
- 1987 11e
Eredivisie
- 1988 13e
Eredivisie
- 1989 16e
Eredivisie
- 1990 15e
Eerste divisie
- 1991 16e
Eerste divisie
- 1992 17e
Eerste divisie
- 1993 6e
Eerste divisie
- 1994 8e
Eerste divisie
- 1995 14e
Eerste divisie
- 1996 14e
Eerste divisie
- 1997 5e
Eerste divisie
- 1998 6e
Eerste divisie
- 1999 5e
Eerste divisie
- 2000 2e
Eerste divisie
- 2001 3e
Eerste divisie
- 2002 1e
Eerste divisie
- 2003 16e
Eredivisie
- 2004 18e
Eredivisie
- 2005 4e
Eerste divisie
- 2006 12e
Eerste divisie
- 2007 9e
Eerste divisie
- 2008 4e
Eerste divisie
- 2009 4e
Eerste divisie
- 2010 4e
Eerste divisie
- 2011 2e
Eerste divisie
- 2012 1e
Eerste divisie
- 2013 11e
Eredivisie
- 2014 11e
Eredivisie
- 2015 6e (7e)
Eredivisie
- 2016 8e (-)
Eredivisie
- 2017 14e
Eredivisie
- 2018 9e
Eredivisie
- 2019 13e
Eredivisie
- 2020 15e
Eredivisie
- 2021 13e
Eredivisie
- 2022 18e
Eredivisie
- 2023 2e
Eerste divisie
- 2024 12e
Eredivisie
- 2025 10e
Eredivisie

In elke staaf van de grafiek staat van boven naar beneden vermeld: 
- Eindnotering

Dit is de positie die de club heeft bereikt in de competitie, zonder eventuele beslissings-, play-off- of nacompetitiewedstrijden die nodig zijn geweest om bijvoorbeeld de kampioen van de competitie te bepalen.
Indien een * achter het getal staat is de notering een tussenstand en kan het zijn dat de notering niet overeenkomt met de uiteindelijke eindstand van de competitie.
Staat er een - dan is het seizoen nog bezig en is er geen definitieve uitslag bekend.
Staat er xx op de positie van de notering, dan heeft de club vroegtijdig de competitie verlaten. Dit kan onder andere komen door terugtrekking van het team, faillissement van de club of door een uitgedeelde straf van de KNVB. In veel gevallen staat elders in het artikel de reden vermeld.
Staat er een ? dan is het resultaat uit het verleden onbekend, en is alleen de competitie of het niveau bekend van dat seizoen.
In de seizoenen 2019/20 en 2020/21 werd wegens de coronacrisis het amateurvoetbal afgebroken. Daardoor kennen deze staven geen eindklassering (middels -- weergegeven).
- Competitieniveau en afdelingsletter of Officiële eindstand Eredivisie
  - Competitieniveau en afdelingsletter

Hierbij geeft het getal het niveau weer, dat ook terug te vinden is in de legenda. De letter is de afdelingsaanduiding en wordt gebruikt wanneer er meer afdelingen zijn op hetzelfde niveau. De afdelingsletter is altijd een hoofdletter en wordt meestal zonder nummer gebruikt.
Voorbeeld: 2F is niveau 2e klasse competitie F.
Het competitieniveau en nummer wordt niet vermeld wanneer er slechts één competitie van dit niveau was.
  - Officiële eindstand Eredivisie (getal staat tussen haakjes vermeld)

Sinds de introductie van play-offwedstrijden voor Europees voetbal na afloop van de reguliere competitie in 2005/06, is de KNVB verplicht een eindstand van de Eredivisie door te geven aan de UEFA aan de hand van deze play-offwedstrijden.
Bij deze eindstand staan clubs die zich hebben gekwalificeerd voor Europees voetbal hoger dan clubs die zich niet wisten te kwalificeren. Indien er geen verschil was tussen de eindnotering en de officiële eindstand, staat dit getal niet vermeld.

- Onderafdeling

Hier staat afgekort de naam van de onderafdeling indien de club in dat jaar in een onderafdeling uitkwam. Tevens staat deze afkorting in de legenda en wordt gelinkt naar het artikel over deze onderafdeling. Deze afkorting wordt alleen vermeld wanneer de club in het verleden in verschillende onderafdelingen heeft gespeeld. Deze vermelding is in de staaf altijd in kleine letters. Deze onderafdelingen zijn na het seizoen 1995/96 afgeschaft. Heeft de club in slechts één onderafdeling gespeeld, dan is dit alleen terug te vinden in de legenda.
Onder de staaf staat het jaartal vermeld waarin het seizoen is afgesloten. 15 verwijst naar het seizoen 2014/15 of eventueel het seizoen 1914/15.
Wanneer een staaf leeg is, zijn deze gegevens niet bekend. Het kan ook zijn dat de club dat seizoen niet heeft meegespeeld op het hogere amateurniveau, vroegtijdig de competitie heeft verlaten of uit de competitie is gezet.

In het seizoen 1944/45 was er wegens de Tweede Wereldoorlog geen regulier competitievoetbal.
- Eredivisie
- Eerste klasse (prof)
- Eerste divisie
- Tweede divisie
- Eerste klasse
- Tweede klasse
- Noodcompetitie

- 1908 – 1910: Prins Hendrik
- 1910 – 1971: PEC
- 1971 – 1982: PEC Zwolle
- 1982 – 1990: PEC Zwolle '82
- 1990 – 2012: FC Zwolle
- 2012 – heden: PEC Zwolle

#### Seizoensoverzichten 1909–1955
| Resultaten van PEC Zwolle sinds de fusie in 1910 tot de toetreding in het betaald voetbal in 1955 | Resultaten van PEC Zwolle sinds de fusie in 1910 tot de toetreding in het betaald voetbal in 1955 | Resultaten van PEC Zwolle sinds de fusie in 1910 tot de toetreding in het betaald voetbal in 1955 | Resultaten van PEC Zwolle sinds de fusie in 1910 tot de toetreding in het betaald voetbal in 1955 | Resultaten van PEC Zwolle sinds de fusie in 1910 tot de toetreding in het betaald voetbal in 1955 | Resultaten van PEC Zwolle sinds de fusie in 1910 tot de toetreding in het betaald voetbal in 1955 | Resultaten van PEC Zwolle sinds de fusie in 1910 tot de toetreding in het betaald voetbal in 1955 | Resultaten van PEC Zwolle sinds de fusie in 1910 tot de toetreding in het betaald voetbal in 1955 | Resultaten van PEC Zwolle sinds de fusie in 1910 tot de toetreding in het betaald voetbal in 1955 | Resultaten van PEC Zwolle sinds de fusie in 1910 tot de toetreding in het betaald voetbal in 1955 | Resultaten van PEC Zwolle sinds de fusie in 1910 tot de toetreding in het betaald voetbal in 1955 | Resultaten van PEC Zwolle sinds de fusie in 1910 tot de toetreding in het betaald voetbal in 1955 | Resultaten van PEC Zwolle sinds de fusie in 1910 tot de toetreding in het betaald voetbal in 1955 |
| Seizoen                                                                                           | Competitie                                                                                        | Competitie                                                                                        | Competitie                                                                                        | Competitie                                                                                        | Competitie                                                                                        | Competitie                                                                                        | Competitie                                                                                        | Competitie                                                                                        | Competitie                                                                                        | Kwalificatie                                                                                      | KNVB Beker                                                                                        | Bijzonderheid |
| Seizoen                                                                                           | Divisie                                                                                           | GW                                                                                                | W                                                                                                 | G                                                                                                 | V                                                                                                 | PNT                                                                                               | DV                                                                                                | DT                                                                                                | POS                                                                                               | Kwalificatie                                                                                      | KNVB Beker                                                                                        | Bijzonderheid |
| Toetreding P.H. tot de KNVB competitie                                                            | Toetreding P.H. tot de KNVB competitie                                                            | Toetreding P.H. tot de KNVB competitie                                                            | Toetreding P.H. tot de KNVB competitie                                                            | Toetreding P.H. tot de KNVB competitie                                                            | Toetreding P.H. tot de KNVB competitie                                                            | Toetreding P.H. tot de KNVB competitie                                                            | Toetreding P.H. tot de KNVB competitie                                                            | Toetreding P.H. tot de KNVB competitie                                                            | Toetreding P.H. tot de KNVB competitie                                                            | Toetreding P.H. tot de KNVB competitie                                                            | Toetreding P.H. tot de KNVB competitie                                                            | Toetreding P.H. tot de KNVB competitie |
| ------------------------------------------------------------------------------------------------- | ------------------------------------------------------------------------------------------------- | ------------------------------------------------------------------------------------------------- | ------------------------------------------------------------------------------------------------- | ------------------------------------------------------------------------------------------------- | ------------------------------------------------------------------------------------------------- | ------------------------------------------------------------------------------------------------- | ------------------------------------------------------------------------------------------------- | ------------------------------------------------------------------------------------------------- | ------------------------------------------------------------------------------------------------- | ------------------------------------------------------------------------------------------------- | ------------------------------------------------------------------------------------------------- | --- |
| 1908/09                                                                                           | Tweede klasse Oost B                                                                              | 12                                                                                                | 1                                                                                                 | 2                                                                                                 | 9                                                                                                 | 4                                                                                                 | 9                                                                                                 | 37                                                                                                | 7e                                                                                                | –                                                                                                 | 1e ronde                                                                                          | Prins Hendrik treedt toe tot de officiële KNVB competitie |
| 1909/10                                                                                           | Tweede klasse Oost B                                                                              | 10                                                                                                | 1                                                                                                 | 0                                                                                                 | 9                                                                                                 | 2                                                                                                 | 11                                                                                                | 30                                                                                                | 7e                                                                                                | –                                                                                                 | 2e ronde                                                                                          | |
| Oprichting P.E.C.                                                                                 |                                                                                                   |                                                                                                   |                                                                                                   |                                                                                                   |                                                                                                   |                                                                                                   |                                                                                                   |                                                                                                   |                                                                                                   |                                                                                                   |                                                                                                   | |
| 1910/11                                                                                           | Tweede klasse Oost C                                                                              | 14                                                                                                | 7                                                                                                 | 3                                                                                                 | 4                                                                                                 | 17                                                                                                | 30                                                                                                | 30                                                                                                | 3e                                                                                                | –                                                                                                 | 1e ronde                                                                                          | PEC ontstaat door de fusie van Prins Hendrik en Ende Desespereert Nimmer |
| 1911/12                                                                                           | Tweede klasse Oost B                                                                              | 14                                                                                                | 3                                                                                                 | 0                                                                                                 | 11                                                                                                | 6                                                                                                 | 21                                                                                                | 41                                                                                                | 7e                                                                                                | –                                                                                                 | Geen deelname                                                                                     | – |
| 1912/13                                                                                           | Tweede klasse Oost B                                                                              | 12                                                                                                | 3                                                                                                 | 1                                                                                                 | 8                                                                                                 | 7                                                                                                 | 13                                                                                                | 30                                                                                                | 7e                                                                                                | –                                                                                                 | Geen deelname                                                                                     | – |
| 1913/14                                                                                           | Tweede klasse Oost B                                                                              | 14                                                                                                | 4                                                                                                 | 3                                                                                                 | 7                                                                                                 | 11                                                                                                | 14                                                                                                | 17                                                                                                | 6e                                                                                                | –                                                                                                 | Geen deelname                                                                                     | – |
| 1914/15                                                                                           | Tweede klasse Oost C                                                                              | 8                                                                                                 | 2                                                                                                 | 0                                                                                                 | 6                                                                                                 | 4                                                                                                 | 12                                                                                                | 27                                                                                                | 5e                                                                                                | –                                                                                                 | 1e ronde                                                                                          | – |
| 1915/16                                                                                           | Tweede klasse Oost B                                                                              | 10                                                                                                | 3                                                                                                 | 2                                                                                                 | 5                                                                                                 | 8                                                                                                 | 26                                                                                                | 16                                                                                                | 4e                                                                                                | –                                                                                                 | 2e ronde                                                                                          | – |
| 1916/17                                                                                           | Tweede klasse Oost B                                                                              | 10                                                                                                | 7                                                                                                 | 2                                                                                                 | 1                                                                                                 | 15                                                                                                | 22                                                                                                | 5                                                                                                 | 1e                                                                                                | Promotie/degradatie poule                                                                         | 2e ronde                                                                                          | Promotiewedstrijden tegen Hertog Hendrik (2–0), Koninklijke UD (0–3) en P.W. (?–?). |
| 1917/18                                                                                           | Tweede klasse Oost B                                                                              | 14                                                                                                | 4                                                                                                 | 3                                                                                                 | 7                                                                                                 | 11                                                                                                | 20                                                                                                | 24                                                                                                | 7e                                                                                                | –                                                                                                 | 3e ronde                                                                                          | – |
| 1918/19                                                                                           | Tweede klasse Oost B                                                                              | 14                                                                                                | 10                                                                                                | 3                                                                                                 | 1                                                                                                 | 23                                                                                                | 40                                                                                                | 7                                                                                                 | 2e                                                                                                | Promotie/degradatie poule                                                                         | Geen bekertoernooi                                                                                | Promotiewedstrijd tegen HVV Hengelo wordt verloren. |
| 1919/20                                                                                           | Tweede klasse Oost B                                                                              | 14                                                                                                | 9                                                                                                 | 2                                                                                                 | 3                                                                                                 | 20                                                                                                | 30                                                                                                | 12                                                                                                | 2e                                                                                                | –                                                                                                 | 3e ronde                                                                                          | – |
| 1920/21                                                                                           | Tweede klasse Oost A                                                                              | 14                                                                                                | 9                                                                                                 | 3                                                                                                 | 2                                                                                                 | 21                                                                                                | 21                                                                                                | 8                                                                                                 | 2e                                                                                                | Promotie/degradatie poule                                                                         | 1e ronde                                                                                          | Promotiewedstrijd tegen AVC Heracles wordt verloren. |
| 1921/22                                                                                           | Tweede klasse Oost A                                                                              | 14                                                                                                | 8                                                                                                 | 1                                                                                                 | 5                                                                                                 | 17                                                                                                | 26                                                                                                | 14                                                                                                | 3e                                                                                                | Promotie/degradatie poule                                                                         | Geen bekertoernooi                                                                                | Promotiewedstrijd tegen Enschedese Boys wordt verloren. |
| 1922/23                                                                                           | Tweede klasse Oost A                                                                              | 20                                                                                                | 13                                                                                                | 2                                                                                                 | 5                                                                                                 | 28                                                                                                | 39                                                                                                | 25                                                                                                | 3e                                                                                                | –                                                                                                 | Geen bekertoernooi                                                                                | P.W. niet meegenomen in de eindstand |
| 1923/24                                                                                           | Tweede klasse Oost A                                                                              | 18                                                                                                | 6                                                                                                 | 7                                                                                                 | 5                                                                                                 | 19                                                                                                | 25                                                                                                | 26                                                                                                | 5e                                                                                                | –                                                                                                 | Geen bekertoernooi                                                                                | – |
| 1924/25                                                                                           | Tweede klasse Oost A                                                                              | 18                                                                                                | 14                                                                                                | 3                                                                                                 | 1                                                                                                 | 31                                                                                                | 35                                                                                                | 8                                                                                                 | 2e                                                                                                | Promotie/degradatie poule                                                                         | 1e ronde                                                                                          | Promotiewedstrijd tegen DOTO wordt verloren. |
| 1925/26                                                                                           | Tweede klasse Oost A                                                                              | 18                                                                                                | 9                                                                                                 | 1                                                                                                 | 8                                                                                                 | 19                                                                                                | 35                                                                                                | 21                                                                                                | 4e                                                                                                | –                                                                                                 | 1e ronde                                                                                          | – |
| 1926/27                                                                                           | Tweede klasse Oost A                                                                              | 18                                                                                                | 6                                                                                                 | 3                                                                                                 | 9                                                                                                 | 15                                                                                                | 27                                                                                                | 31                                                                                                | 8e                                                                                                | –                                                                                                 | Tussenronde                                                                                       | – |
| 1927/28                                                                                           | Tweede klasse Oost A                                                                              | 17                                                                                                | 10                                                                                                | 3                                                                                                 | 4                                                                                                 | 23                                                                                                | 56                                                                                                | 34                                                                                                | 2e                                                                                                | –                                                                                                 | Finalist                                                                                          | De uitwedstrijd tegen KHC is ongeldig verklaart. |
| 1928/29                                                                                           | Tweede klasse Oost A                                                                              | 18                                                                                                | 13                                                                                                | 4                                                                                                 | 1                                                                                                 | 30                                                                                                | 66                                                                                                | 16                                                                                                | 1e                                                                                                | Promotie/degradatie poule                                                                         | Geen bekertoernooi                                                                                | Promotiewedstrijden tegen Enschedese Boys (4–3 & 0–2) en N.E.C. (3–2 & 0–1). Na een beslissingscompetitie stonden alle teams gelijk met het aantal punten. Een halve competitie volgt. Wedstrijden tegen N.E.C. (3–1) en Enschedese Boys (2–1). |
| 1929/30                                                                                           | Eerste klasse Oost                                                                                | 18                                                                                                | 5                                                                                                 | 1                                                                                                 | 12                                                                                                | 11                                                                                                | 47                                                                                                | 59                                                                                                | 10e                                                                                               | Promotie/degradatie poule                                                                         | Tussenronde                                                                                       | Degradatiewedstrijden tegen Enschedese Boys (4–2 & 4–1) en AZC Zutphen (0–0 & 4–0). |
| 1930/31                                                                                           | Eerste klasse Oost                                                                                | 18                                                                                                | 11                                                                                                | 4                                                                                                 | 3                                                                                                 | 26                                                                                                | 53                                                                                                | 29                                                                                                | 2e                                                                                                | –                                                                                                 | Geen bekertoernooi                                                                                | PEC verliest beslissingswedstrijd tegen Go Ahead (2–1) |
| 1931/32                                                                                           | Eerste klasse Oost                                                                                | 18                                                                                                | 9                                                                                                 | 2                                                                                                 | 7                                                                                                 | 20                                                                                                | 34                                                                                                | 40                                                                                                | 4e                                                                                                | –                                                                                                 | 4e ronde                                                                                          | – |
| 1932/33                                                                                           | Eerste klasse Oost                                                                                | 18                                                                                                | 11                                                                                                | 4                                                                                                 | 3                                                                                                 | 26                                                                                                | 42                                                                                                | 26                                                                                                | 2e                                                                                                | –                                                                                                 | Geen bekertoernooi                                                                                | – |
| 1933/34                                                                                           | Eerste klasse Oost                                                                                | 18                                                                                                | 8                                                                                                 | 1                                                                                                 | 9                                                                                                 | 17                                                                                                | 43                                                                                                | 45                                                                                                | 4e                                                                                                | –                                                                                                 | 4e ronde                                                                                          | – |
| 1934/35                                                                                           | Eerste klasse Oost                                                                                | 18                                                                                                | 8                                                                                                 | 1                                                                                                 | 9                                                                                                 | 17                                                                                                | 32                                                                                                | 30                                                                                                | 3e                                                                                                | –                                                                                                 | 4e ronde                                                                                          | – |
| 1935/36                                                                                           | Eerste klasse Oost                                                                                | 18                                                                                                | 8                                                                                                 | 4                                                                                                 | 6                                                                                                 | 20                                                                                                | 40                                                                                                | 30                                                                                                | 4e                                                                                                | –                                                                                                 | 4e ronde                                                                                          | – |
| 1936/37                                                                                           | Eerste klasse Oost                                                                                | 18                                                                                                | 7                                                                                                 | 1                                                                                                 | 10                                                                                                | 15                                                                                                | 40                                                                                                | 41                                                                                                | 7e                                                                                                | –                                                                                                 | 4e ronde                                                                                          | – |
| 1937/38                                                                                           | Eerste klasse Oost                                                                                | 18                                                                                                | 3                                                                                                 | 3                                                                                                 | 12                                                                                                | 9                                                                                                 | 20                                                                                                | 45                                                                                                | 10e                                                                                               | Promotie/degradatie poule                                                                         | Geen deelname                                                                                     | Degradatiewedstrijden tegen NCV & AV Quick (1–5 & 0–6) en vv Rigtersbleek (1–2 & 0–4). |
| 1938/39                                                                                           | Tweede klasse Oost A                                                                              | 18                                                                                                | 13                                                                                                | 0                                                                                                 | 5                                                                                                 | 26                                                                                                | 40                                                                                                | 24                                                                                                | 2e                                                                                                | –                                                                                                 | 2e ronde                                                                                          | – |
| 1939/40                                                                                           | Noodcompetitie C                                                                                  | 16                                                                                                | 10                                                                                                | 2                                                                                                 | 4                                                                                                 | 22                                                                                                | 47                                                                                                | 28                                                                                                | 3e                                                                                                | –                                                                                                 | Geen bekertoernooi                                                                                | Noodcompetitie wegens mobilisatie. Wedstrijden tegen Heerde en Apeldoornse Boys zijn niet meer gespeeld. |
| 1940/41                                                                                           | Tweede klasse Oost B                                                                              | 16                                                                                                | 13                                                                                                | 3                                                                                                 | 0                                                                                                 | 29                                                                                                | 57                                                                                                | 13                                                                                                | 1e                                                                                                | Promotie/degradatiepoule                                                                          | Geen bekertoernooi                                                                                | Promotiewedstrijden tegen vv Rigtersbleek (1–0 & 0–3), Go Ahead Eagles (2–0 & 2–2) en AVC Vitesse (5–1 & 1–1). Een beslissingswedstrijd tegen AVC Vitesse eindigde in een 2–1-overwinning.                                                      |
| 1941/42                                                                                           | Eerste klasse Oost                                                                                | 18                                                                                                | 5                                                                                                 | 4                                                                                                 | 9                                                                                                 | 14                                                                                                | 27                                                                                                | 39                                                                                                | 7e                                                                                                | –                                                                                                 | Geen bekertoernooi                                                                                | – |
| 1942/43                                                                                           | Eerste klasse Oost                                                                                | 18                                                                                                | 2                                                                                                 | 3                                                                                                 | 13                                                                                                | 8                                                                                                 | 33                                                                                                | 53                                                                                                | 10e                                                                                               | –                                                                                                 | Groepsfase                                                                                        | – |
| 1943/44                                                                                           | Eerste klasse Oost                                                                                | 18                                                                                                | 4                                                                                                 | 2                                                                                                 | 12                                                                                                | 10                                                                                                | 18                                                                                                | 51                                                                                                | 10e                                                                                               | –                                                                                                 | Geen deelname                                                                                     | – |
| 1944/45                                                                                           | Geen competitie                                                                                   | Geen competitie                                                                                   | Geen competitie                                                                                   | Geen competitie                                                                                   | Geen competitie                                                                                   | Geen competitie                                                                                   | Geen competitie                                                                                   | Geen competitie                                                                                   | Geen competitie                                                                                   | Geen competitie                                                                                   | Geen competitie                                                                                   | Geen competitie |
| 1945/46                                                                                           | Eerste klasse Oost                                                                                | 20                                                                                                | 4                                                                                                 | 2                                                                                                 | 14                                                                                                | 10                                                                                                | 31                                                                                                | 59                                                                                                | 11e                                                                                               | Rechtstreekse degradatie                                                                          | Geen bekertoernooi                                                                                | Degradatiewedstrijden tegen AVC Vitesse (1–0 & 0–3), vv Rigtersbleek (1–5 & 1–1) en DVV Labor (2–1 & 4–0). |
| 1946/47                                                                                           | Tweede klasse Oost B                                                                              | 17                                                                                                | 11                                                                                                | 5                                                                                                 | 1                                                                                                 | 27                                                                                                | 41                                                                                                | 13                                                                                                | 2e                                                                                                | –                                                                                                 | Geen bekertoernooi                                                                                | Wedstrijd tegen WVC niet opgenomen in de eindstand |
| 1947/48                                                                                           | Tweede klasse Oost B                                                                              | 18                                                                                                | 13                                                                                                | 3                                                                                                 | 2                                                                                                 | 29                                                                                                | 45                                                                                                | 18                                                                                                | 1e                                                                                                | –                                                                                                 | 3e ronde                                                                                          | – |
| 1948/49                                                                                           | Tweede klasse Oost B                                                                              | 18                                                                                                | 8                                                                                                 | 6                                                                                                 | 4                                                                                                 | 22                                                                                                | 42                                                                                                | 36                                                                                                | 4e                                                                                                | –                                                                                                 | 3e ronde                                                                                          | – |
| 1949/50                                                                                           | Tweede klasse Oost A                                                                              | 18                                                                                                | 5                                                                                                 | 7                                                                                                 | 6                                                                                                 | 17                                                                                                | 21                                                                                                | 20                                                                                                | 4e                                                                                                | –                                                                                                 | Geen deelname                                                                                     | – |
| 1950/51                                                                                           | Tweede klasse Oost B                                                                              | 24                                                                                                | 12                                                                                                | 8                                                                                                 | 4                                                                                                 | 32                                                                                                | 51                                                                                                | 38                                                                                                | 5e                                                                                                | –                                                                                                 | Geen bekertoernooi                                                                                | – |
| 1951/52                                                                                           | Tweede klasse Noord A                                                                             | 20                                                                                                | 14                                                                                                | 4                                                                                                 | 2                                                                                                 | 32                                                                                                | 69                                                                                                | 31                                                                                                | 1e                                                                                                | Promotie/degradatie poule                                                                         | Geen bekertoernooi                                                                                | Promotiewedstrijden tegen AVC Heracles (1–3 & 4–5) en VV Hoogezand (2–2 & 4–3). |
| 1952/53                                                                                           | Tweede klasse Oost A                                                                              | 20                                                                                                | 10                                                                                                | 2                                                                                                 | 8                                                                                                 | 22                                                                                                | 44                                                                                                | 47                                                                                                | 4e                                                                                                | –                                                                                                 | Geen bekertoernooi                                                                                | – |
| 1953/54                                                                                           | Tweede klasse Oost A                                                                              | 22                                                                                                | 13                                                                                                | 2                                                                                                 | 7                                                                                                 | 28                                                                                                | 50                                                                                                | 32                                                                                                | 4e                                                                                                | –                                                                                                 | Geen bekertoernooi                                                                                | – |
| 1954/55                                                                                           | Tweede klasse Oost A                                                                              | 22                                                                                                | 19                                                                                                | 0                                                                                                 | 3                                                                                                 | 38                                                                                                | 70                                                                                                | 23                                                                                                | 1e                                                                                                | Rechtstreekse promotie                                                                            | Geen bekertoernooi                                                                                | Promotie naar het betaalde voetbal |

#### Seizoensoverzichten 1956–heden
Het beste competitieresultaat van PEC Zwolle is een zesde plek in de Eredivisie in het seizoen 2014/15. Dit resultaat is een verbetering van het oude record dat in het seizoen 1978/79 werd neergezet. Er werd toen een achtste plaats behaald. In de seizoenen 1977/78, 2001/02 en 2011/12 werd het kampioenschap behaald in de Eerste divisie. Hierdoor werd rechtstreekse promotie naar de Eredivisie afgedwongen.
| Resultaten van PEC Zwolle sinds de toetreding in het betaald voetbal in 1955 | Resultaten van PEC Zwolle sinds de toetreding in het betaald voetbal in 1955 | Resultaten van PEC Zwolle sinds de toetreding in het betaald voetbal in 1955 | Resultaten van PEC Zwolle sinds de toetreding in het betaald voetbal in 1955 | Resultaten van PEC Zwolle sinds de toetreding in het betaald voetbal in 1955 | Resultaten van PEC Zwolle sinds de toetreding in het betaald voetbal in 1955 | Resultaten van PEC Zwolle sinds de toetreding in het betaald voetbal in 1955 | Resultaten van PEC Zwolle sinds de toetreding in het betaald voetbal in 1955 | Resultaten van PEC Zwolle sinds de toetreding in het betaald voetbal in 1955 | Resultaten van PEC Zwolle sinds de toetreding in het betaald voetbal in 1955 | Resultaten van PEC Zwolle sinds de toetreding in het betaald voetbal in 1955 | Resultaten van PEC Zwolle sinds de toetreding in het betaald voetbal in 1955 | Resultaten van PEC Zwolle sinds de toetreding in het betaald voetbal in 1955                                      |
| Seizoen                                                                      | Competitie                                                                   | Competitie                                                                   | Competitie                                                                   | Competitie                                                                   | Competitie                                                                   | Competitie                                                                   | Competitie                                                                   | Competitie                                                                   | Competitie                                                                   | Kwalificatie                                                                 | KNVB Beker                                                                   | Bijzonderheid |
| Seizoen                                                                      | Divisie                                                                      | GW                                                                           | W                                                                            | G                                                                            | V                                                                            | PNT                                                                          | DV                                                                           | DT                                                                           | POS                                                                          | Kwalificatie                                                                 | KNVB Beker                                                                   | Bijzonderheid |
| ---------------------------------------------------------------------------- | ---------------------------------------------------------------------------- | ---------------------------------------------------------------------------- | ---------------------------------------------------------------------------- | ---------------------------------------------------------------------------- | ---------------------------------------------------------------------------- | ---------------------------------------------------------------------------- | ---------------------------------------------------------------------------- | ---------------------------------------------------------------------------- | ---------------------------------------------------------------------------- | ---------------------------------------------------------------------------- | ---------------------------------------------------------------------------- | --- |
| 1955/56                                                                      | Eerste klasse A                                                              | 26                                                                           | 9                                                                            | 3                                                                            | 14                                                                           | 21                                                                           | 54                                                                           | 68                                                                           | 11e                                                                          | Rechtstreekse degradatie                                                     | Geen bekertoernooi                                                           | PEC treedt toe tot het betaald voetbal                                                                            |
| 1956/57                                                                      | Tweede divisie A                                                             | 28                                                                           | 10                                                                           | 3                                                                            | 15                                                                           | 23                                                                           | 61                                                                           | 83                                                                           | 10e                                                                          | –                                                                            | 1e ronde                                                                     | – |
| 1957/58                                                                      | Tweede divisie B                                                             | 28                                                                           | 10                                                                           | 3                                                                            | 15                                                                           | 23                                                                           | 47                                                                           | 63                                                                           | 12e                                                                          | –                                                                            | 1e ronde                                                                     | – |
| 1958/59                                                                      | Tweede divisie B                                                             | 26                                                                           | 10                                                                           | 4                                                                            | 12                                                                           | 24                                                                           | 38                                                                           | 46                                                                           | 8e                                                                           | –                                                                            | 2e ronde                                                                     | – |
| 1959/60                                                                      | Tweede divisie B                                                             | 24                                                                           | 10                                                                           | 4                                                                            | 10                                                                           | 24                                                                           | 35                                                                           | 44                                                                           | 6e                                                                           | –                                                                            | Geen bekertoernooi                                                           | – |
| 1960/61                                                                      | Tweede divisie                                                               | 34                                                                           | 10                                                                           | 5                                                                            | 19                                                                           | 25                                                                           | 54                                                                           | 83                                                                           | 16e                                                                          | –                                                                            | 2e ronde                                                                     | – |
| 1961/62                                                                      | Tweede divisie                                                               | 28                                                                           | 9                                                                            | 5                                                                            | 14                                                                           | 23                                                                           | 45                                                                           | 64                                                                           | 14e                                                                          | –                                                                            | 2e ronde                                                                     | – |
| 1962/63                                                                      | Tweede divisie B                                                             | 32                                                                           | 7                                                                            | 2                                                                            | 23                                                                           | 16                                                                           | 40                                                                           | 87                                                                           | 17e                                                                          | –                                                                            | 2e ronde                                                                     | Degradatiewedstrijd tegen Oldenzaal (1–5), echter door financiële redenen stapt Oldenzaal uit het betaald voetbal |
| 1963/64                                                                      | Tweede divisie A                                                             | 30                                                                           | 8                                                                            | 8                                                                            | 14                                                                           | 24                                                                           | 54                                                                           | 60                                                                           | 14e                                                                          | –                                                                            | 1e ronde                                                                     | – |
| 1964/65                                                                      | Tweede divisie A                                                             | 30                                                                           | 7                                                                            | 6                                                                            | 17                                                                           | 20                                                                           | 39                                                                           | 69                                                                           | 15e                                                                          | –                                                                            | 1e ronde                                                                     | – |
| 1965/66                                                                      | Tweede divisie A                                                             | 28                                                                           | 11                                                                           | 6                                                                            | 11                                                                           | 28                                                                           | 40                                                                           | 35                                                                           | 7e                                                                           | –                                                                            | Groepsfase                                                                   | – |
| 1966/67                                                                      | Tweede divisie                                                               | 44                                                                           | 23                                                                           | 6                                                                            | 15                                                                           | 52                                                                           | 82                                                                           | 68                                                                           | 8e                                                                           | –                                                                            | Geen deelname                                                                | – |
| 1967/68                                                                      | Tweede divisie                                                               | 38                                                                           | 12                                                                           | 10                                                                           | 16                                                                           | 34                                                                           | 57                                                                           | 68                                                                           | 14e                                                                          | –                                                                            | Groepsfase                                                                   | – |
| 1968/69                                                                      | Tweede divisie                                                               | 34                                                                           | 8                                                                            | 5                                                                            | 21                                                                           | 21                                                                           | 47                                                                           | 82                                                                           | 18e                                                                          | –                                                                            | 1e ronde                                                                     | – |
| 1969/70                                                                      | Tweede divisie                                                               | 32                                                                           | 15                                                                           | 9                                                                            | 8                                                                            | 39                                                                           | 57                                                                           | 38                                                                           | 5e                                                                           | –                                                                            | 1e ronde                                                                     | – |
| 1970/71                                                                      | Tweede divisie                                                               | 32                                                                           | 17                                                                           | 11                                                                           | 4                                                                            | 45                                                                           | 36                                                                           | 45                                                                           | 2e                                                                           | –                                                                            | 1e ronde                                                                     | – |
| 1971/72                                                                      | Eerste divisie                                                               | 40                                                                           | 17                                                                           | 9                                                                            | 14                                                                           | 45                                                                           | 58                                                                           | 56                                                                           | 7e                                                                           | –                                                                            | 1e ronde                                                                     | Naamsverandering naar PEC Zwolle                                                                                  |
| 1972/73                                                                      | Eerste divisie                                                               | 38                                                                           | 20                                                                           | 8                                                                            | 10                                                                           | 48                                                                           | 72                                                                           | 48                                                                           | 2e                                                                           | Nacompetitie                                                                 | 3e ronde                                                                     | – |
| 1973/74                                                                      | Eerste divisie                                                               | 38                                                                           | 14                                                                           | 12                                                                           | 12                                                                           | 40                                                                           | 55                                                                           | 46                                                                           | 7e                                                                           | –                                                                            | 2e ronde                                                                     | – |
| 1974/75                                                                      | Eerste divisie                                                               | 36                                                                           | 17                                                                           | 11                                                                           | 8                                                                            | 45                                                                           | 50                                                                           | 35                                                                           | 4e                                                                           | Nacompetitie                                                                 | 2e ronde                                                                     | – |
| 1975/76                                                                      | Eerste divisie                                                               | 36                                                                           | 14                                                                           | 14                                                                           | 8                                                                            | 42                                                                           | 51                                                                           | 35                                                                           | 6e                                                                           | –                                                                            | Halve finale                                                                 | – |
| 1976/77                                                                      | Eerste divisie                                                               | 36                                                                           | 21                                                                           | 12                                                                           | 3                                                                            | 53                                                                           | 63                                                                           | 26                                                                           | 2e                                                                           | Nacompetitie                                                                 | Finalist                                                                     | – |
| 1977/78                                                                      | Eerste divisie                                                               | 36                                                                           | 23                                                                           | 8                                                                            | 5                                                                            | 54                                                                           | 83                                                                           | 31                                                                           | 1e                                                                           | Rechtstreekse promotie                                                       | 1e ronde                                                                     | – |
| 1978/79                                                                      | Eredivisie                                                                   | 34                                                                           | 7                                                                            | 18                                                                           | 9                                                                            | 32                                                                           | 36                                                                           | 46                                                                           | 8e                                                                           | –                                                                            | 3e ronde                                                                     | – |
| 1979/80                                                                      | Eredivisie                                                                   | 34                                                                           | 9                                                                            | 9                                                                            | 16                                                                           | 27                                                                           | 36                                                                           | 47                                                                           | 14e                                                                          | –                                                                            | 4e ronde                                                                     | – |
| 1980/81                                                                      | Eredivisie                                                                   | 34                                                                           | 10                                                                           | 10                                                                           | 14                                                                           | 30                                                                           | 42                                                                           | 49                                                                           | 9e                                                                           | –                                                                            | Kwartfinale                                                                  | – |
| 1981/82                                                                      | Eredivisie                                                                   | 34                                                                           | 8                                                                            | 10                                                                           | 16                                                                           | 26                                                                           | 45                                                                           | 69                                                                           | 15e                                                                          | –                                                                            | Kwartfinale                                                                  | – |
| 1982/83                                                                      | Eredivisie                                                                   | 34                                                                           | 10                                                                           | 7                                                                            | 17                                                                           | 27                                                                           | 40                                                                           | 58                                                                           | 13e                                                                          | –                                                                            | 2e ronde                                                                     | Naamsverandering naar PEC Zwolle '82                                                                              |
| 1983/84                                                                      | Eredivisie                                                                   | 34                                                                           | 10                                                                           | 9                                                                            | 15                                                                           | 29                                                                           | 56                                                                           | 70                                                                           | 14e                                                                          | –                                                                            | 2e ronde                                                                     | – |
| 1984/85                                                                      | Eredivisie                                                                   | 34                                                                           | 4                                                                            | 9                                                                            | 21                                                                           | 17                                                                           | 34                                                                           | 86                                                                           | 18e                                                                          | Rechtstreekse degradatie                                                     | 2e ronde                                                                     | – |
| 1985/86                                                                      | Eerste divisie                                                               | 36                                                                           | 21                                                                           | 9                                                                            | 6                                                                            | 51                                                                           | 71                                                                           | 31                                                                           | 2e                                                                           | Rechtstreekse promotie                                                       | 3e ronde                                                                     | – |
| 1986/87                                                                      | Eredivisie                                                                   | 34                                                                           | 10                                                                           | 11                                                                           | 13                                                                           | 31                                                                           | 61                                                                           | 57                                                                           | 11e                                                                          | –                                                                            | 2e ronde                                                                     | – |
| 1987/88                                                                      | Eredivisie                                                                   | 34                                                                           | 10                                                                           | 9                                                                            | 15                                                                           | 29                                                                           | 40                                                                           | 64                                                                           | 13e                                                                          | –                                                                            | 2e ronde                                                                     | – |
| 1988/89                                                                      | Eredivisie                                                                   | 34                                                                           | 8                                                                            | 9                                                                            | 17                                                                           | 25                                                                           | 48                                                                           | 70                                                                           | 16e                                                                          | Rechtstreekse degradatie                                                     | 2e ronde                                                                     | – |
| 1989/90                                                                      | Eerste divisie                                                               | 36                                                                           | 9                                                                            | 14                                                                           | 13                                                                           | 32                                                                           | 34                                                                           | 36                                                                           | 15e                                                                          | –                                                                            | 2e ronde                                                                     | – |
| 1990/91                                                                      | Eerste divisie                                                               | 38                                                                           | 8                                                                            | 14                                                                           | 16                                                                           | 30                                                                           | 40                                                                           | 60                                                                           | 16e                                                                          | Nacompetitie                                                                 | 2e ronde                                                                     | Naamsverandering naar FC Zwolle                                                                                   |
| 1991/92                                                                      | Eerste divisie                                                               | 38                                                                           | 9                                                                            | 13                                                                           | 16                                                                           | 31                                                                           | 44                                                                           | 64                                                                           | 17e                                                                          | –                                                                            | 2e ronde                                                                     | – |
| 1992/93                                                                      | Eerste divisie                                                               | 34                                                                           | 16                                                                           | 8                                                                            | 10                                                                           | 40                                                                           | 55                                                                           | 38                                                                           | 6e                                                                           | –                                                                            | Kwartfinale                                                                  | – |
| 1993/94                                                                      | Eerste divisie                                                               | 34                                                                           | 15                                                                           | 8                                                                            | 11                                                                           | 38                                                                           | 51                                                                           | 53                                                                           | 8e                                                                           | –                                                                            | 2e ronde                                                                     | – |
| 1994/95                                                                      | Eerste divisie                                                               | 34                                                                           | 10                                                                           | 8                                                                            | 16                                                                           | 28                                                                           | 36                                                                           | 59                                                                           | 14e                                                                          | –                                                                            | Groepsfase                                                                   | – |
| 1995/96                                                                      | Eerste divisie                                                               | 34                                                                           | 7                                                                            | 12                                                                           | 15                                                                           | 33                                                                           | 37                                                                           | 43                                                                           | 14e                                                                          | –                                                                            | 3e ronde                                                                     | – |
| 1996/97                                                                      | Eerste divisie                                                               | 34                                                                           | 15                                                                           | 10                                                                           | 9                                                                            | 55                                                                           | 52                                                                           | 40                                                                           | 5e                                                                           | Nacompetitie                                                                 | Kwartfinale                                                                  | Invoering van het 3punten systeem                                                                                 |
| 1997/98                                                                      | Eerste divisie                                                               | 34                                                                           | 14                                                                           | 12                                                                           | 8                                                                            | 54                                                                           | 58                                                                           | 42                                                                           | 6e                                                                           | Nacompetitie                                                                 | Groepsfase                                                                   | – |
| 1998/99                                                                      | Eerste divisie                                                               | 34                                                                           | 15                                                                           | 9                                                                            | 10                                                                           | 54                                                                           | 57                                                                           | 42                                                                           | 5e                                                                           | Nacompetitie                                                                 | Kwartfinale                                                                  | – |
| 1999/00                                                                      | Eerste divisie                                                               | 34                                                                           | 22                                                                           | 8                                                                            | 4                                                                            | 74                                                                           | 90                                                                           | 41                                                                           | 2e                                                                           | Nacompetitie                                                                 | 2e ronde                                                                     | – |
| 2000/01                                                                      | Eerste divisie                                                               | 34                                                                           | 18                                                                           | 10                                                                           | 6                                                                            | 64                                                                           | 73                                                                           | 41                                                                           | 3e                                                                           | Nacompetitie                                                                 | Kwartfinale                                                                  | – |
| 2001/02                                                                      | Eerste divisie                                                               | 34                                                                           | 22                                                                           | 7                                                                            | 5                                                                            | 73                                                                           | 65                                                                           | 36                                                                           | 1e                                                                           | Rechtstreekse promotie                                                       | 3e ronde                                                                     | – |
| 2002/03                                                                      | Eredivisie                                                                   | 34                                                                           | 8                                                                            | 8                                                                            | 18                                                                           | 31                                                                           | 32                                                                           | 62                                                                           | 16e                                                                          | Nacompetitie                                                                 | 2e ronde                                                                     | – |
| 2003/04                                                                      | Eredivisie                                                                   | 34                                                                           | 5                                                                            | 11                                                                           | 18                                                                           | 26                                                                           | 27                                                                           | 67                                                                           | 18e                                                                          | Rechtstreekse degradatie                                                     | 2e ronde                                                                     | – |
| 2004/05                                                                      | Eerste divisie                                                               | 38                                                                           | 17                                                                           | 10                                                                           | 9                                                                            | 61                                                                           | 66                                                                           | 50                                                                           | 4e                                                                           | Nacompetitie                                                                 | 2e ronde                                                                     | – |
| 2005/06                                                                      | Eerste divisie                                                               | 38                                                                           | 15                                                                           | 9                                                                            | 14                                                                           | 54                                                                           | 57                                                                           | 52                                                                           | 12e                                                                          | Nacompetitie                                                                 | 2e ronde                                                                     | – |
| 2006/07                                                                      | Eerste divisie                                                               | 38                                                                           | 14                                                                           | 11                                                                           | 13                                                                           | 53                                                                           | 66                                                                           | 51                                                                           | 9e                                                                           | Nacompetitie                                                                 | 2e ronde                                                                     | – |
| 2007/08                                                                      | Eerste divisie                                                               | 38                                                                           | 18                                                                           | 13                                                                           | 7                                                                            | 67                                                                           | 70                                                                           | 42                                                                           | 4e                                                                           | Nacompetitie                                                                 | Kwartfinale                                                                  | – |
| 2008/09                                                                      | Eerste divisie                                                               | 38                                                                           | 18                                                                           | 9                                                                            | 11                                                                           | 63                                                                           | 58                                                                           | 49                                                                           | 4e                                                                           | Nacompetitie                                                                 | 2e ronde                                                                     | – |
| 2009/10                                                                      | Eerste divisie                                                               | 36                                                                           | 19                                                                           | 8                                                                            | 9                                                                            | 65                                                                           | 59                                                                           | 37                                                                           | 4e                                                                           | Nacompetitie                                                                 | 3e ronde                                                                     | – |
| 2010/11                                                                      | Eerste divisie                                                               | 34                                                                           | 20                                                                           | 10                                                                           | 4                                                                            | 69*                                                                          | 69                                                                           | 27                                                                           | 2e                                                                           | Nacompetitie                                                                 | 4e ronde                                                                     | *1 punt in mindering                                                                                              |
| 2011/12                                                                      | Eerste divisie                                                               | 34                                                                           | 22                                                                           | 6                                                                            | 6                                                                            | 72                                                                           | 68                                                                           | 34                                                                           | 1e                                                                           | Rechtstreekse promotie                                                       | 3e ronde                                                                     | – |
| 2012/13                                                                      | Eredivisie                                                                   | 34                                                                           | 10                                                                           | 9                                                                            | 15                                                                           | 39                                                                           | 42                                                                           | 55                                                                           | 11e                                                                          | –                                                                            | Halve finale                                                                 | Naamsverandering naar PEC Zwolle                                                                                  |
| 2013/14                                                                      | Eredivisie                                                                   | 34                                                                           | 9                                                                            | 13                                                                           | 12                                                                           | 40                                                                           | 47                                                                           | 49                                                                           | 11e                                                                          | –                                                                            | Winnaar                                                                      | Plaatsing voor de Europa League via het bekertoernooi                                                             |
| 2014/15                                                                      | Eredivisie                                                                   | 34                                                                           | 16                                                                           | 5                                                                            | 13                                                                           | 53                                                                           | 59                                                                           | 43                                                                           | 6e                                                                           | Play-offs voor de Europa League                                              | Finalist                                                                     | – |
| 2015/16                                                                      | Eredivisie                                                                   | 34                                                                           | 14                                                                           | 6                                                                            | 14                                                                           | 48                                                                           | 56                                                                           | 54                                                                           | 8e                                                                           | Play-offs voor de Europa League                                              | 2e ronde                                                                     | – |
| 2016/17                                                                      | Eredivisie                                                                   | 34                                                                           | 9                                                                            | 8                                                                            | 17                                                                           | 35                                                                           | 39                                                                           | 67                                                                           | 14e                                                                          | –                                                                            | Achtste finale                                                               | – |
| 2017/18                                                                      | Eredivisie                                                                   | 34                                                                           | 12                                                                           | 8                                                                            | 14                                                                           | 44                                                                           | 42                                                                           | 54                                                                           | 9e                                                                           | –                                                                            | Kwartfinale                                                                  | – |
| 2018/19                                                                      | Eredivisie                                                                   | 34                                                                           | 11                                                                           | 6                                                                            | 17                                                                           | 39                                                                           | 44                                                                           | 57                                                                           | 13e                                                                          | –                                                                            | Achtste finale                                                               | – |
| 2019/20                                                                      | Eredivisie                                                                   | 26                                                                           | 7                                                                            | 5                                                                            | 14                                                                           | 26                                                                           | 37                                                                           | 55                                                                           | 15e                                                                          | –                                                                            | 2e ronde                                                                     | Door de coronacrisis is competitie niet afgemaakt. De tussenstand na 26 speelrondes werd de eindstand             |
| 2020/21                                                                      | Eredivisie                                                                   | 34                                                                           | 9                                                                            | 11                                                                           | 14                                                                           | 38                                                                           | 44                                                                           | 53                                                                           | 13e                                                                          | –                                                                            | 2e ronde                                                                     | – |
| 2021/22                                                                      | Eredivisie                                                                   | 34                                                                           | 7                                                                            | 6                                                                            | 21                                                                           | 27                                                                           | 26                                                                           | 51                                                                           | 18e                                                                          | Rechtstreekse degradatie                                                     | Achtste finale                                                               | – |
| 2022/23                                                                      | Eerste divisie                                                               | 38                                                                           | 27                                                                           | 4                                                                            | 7                                                                            | 85                                                                           | 99                                                                           | 43                                                                           | 2e                                                                           | Rechtstreekse promotie                                                       | 2e ronde                                                                     | – |
| 2023/24                                                                      | Eredivisie                                                                   | 34                                                                           | 9                                                                            | 9                                                                            | 16                                                                           | 36                                                                           | 45                                                                           | 67                                                                           | 12e                                                                          |                                                                              | 1e ronde                                                                     | – |
| 2024/25                                                                      | Eredivisie                                                                   | 34                                                                           | 10                                                                           | 11                                                                           | 13                                                                           | 41                                                                           | 43                                                                           | 51                                                                           | 10e                                                                          |                                                                              | 1e ronde                                                                     | – |

### Beker

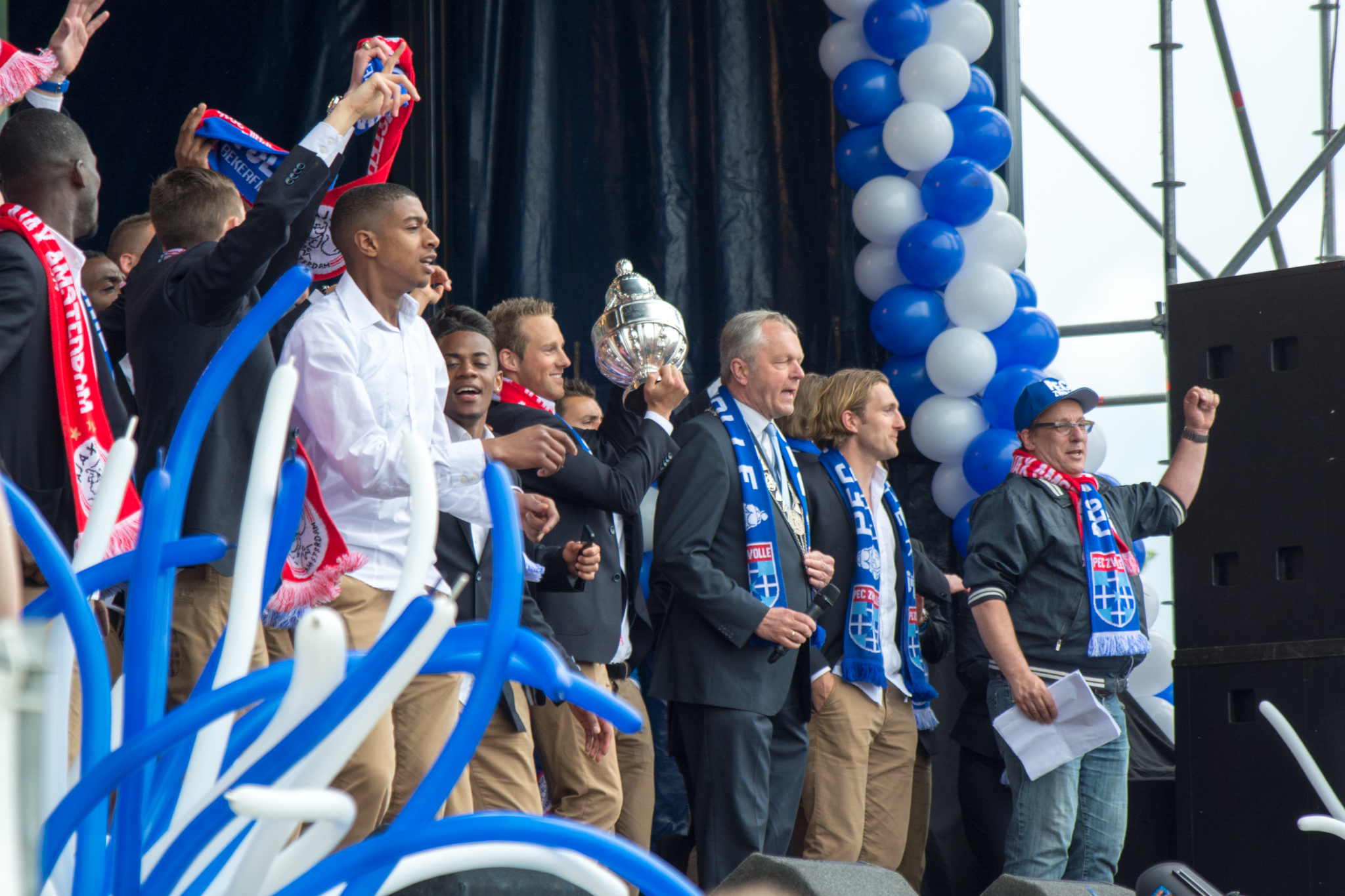
Huldiging in 2014 na behalen van de KNVB Beker.

PEC Zwolle stond vier keer in de finale van de nationale beker. In het seizoen 1927/28 werd de finale gespeeld tegen RCH. De wedstrijd ging verloren met 2–0. De tweede finale was op 19 mei 1977 in Nijmegen tegen FC Twente. De wedstrijd ging na verlenging met 3–0 verloren. In het seizoen 2013/14 won PEC Zwolle zijn derde finale wel en daarmee de eerste KNVB Beker in de clubhistorie. In de Kuip werd het 5–1 tegen AFC Ajax. In het seizoen 2014/15 mocht PEC Zwolle voor het tweede jaar op rij aantreden in de finale, de finale werd echter met 0–2 verloren van FC Groningen.

### In Europa
Legenda
PO = Play-offs, PUC = Punten UEFA coëfficiënten
* is eerst gespeelde wedstrijd
| Seizoen | Competitie    | Ronde | Land              | Club         | Thuis | Uit | PUC |
| ------- | ------------- | ----- | ----------------- | ------------ | ----- | --- | --- |
| 2014/15 | Europa League | PO    | Vlag van Tsjechië | Sparta Praag | 1–1 * | 1–3 | 0.5 |

### Meeste officiële wedstrijden en doelpunten
| Top 10 spelers meeste wedstrijden | Top 10 spelers meeste wedstrijden | Top 10 spelers meeste wedstrijden | Top 10 spelers meeste wedstrijden | Top 10 spelers meeste wedstrijden | Top 10 spelers meeste wedstrijden | Top 10 spelers meeste wedstrijden | Top 10 spelers meeste wedstrijden |
| Naam                              | Positie                           | Totaal                            | Competitie                        | Beker                             | Supercup                          | Europa                            | Nacompetitie                      |
| --------------------------------- | --------------------------------- | --------------------------------- | --------------------------------- | --------------------------------- | --------------------------------- | --------------------------------- | --------------------------------- |
| Albert van der Haar*              | Verdediger                        | 488                               | 455                               | 18                                | 0                                 | 0                                 | 15                                |
| Bram van Polen                    | Verdediger                        | 481                               | 424                               | 39                                | 1                                 | 2                                 | 15                                |
| Diederik Boer                     | Doelman                           | 382                               | 337                               | 25                                | 1                                 | 2                                 | 17                                |
| Arne Slot                         | Middenvelder                      | 330                               | 266                               | 34                                | 0                                 | 0                                 | 30                                |
| Henk Timmer                       | Doelman                           | 296                               | 285                               | 6*                                | 0                                 | 0                                 | 5*                                |
| René IJzerman*                    | Middenvelder                      | 291                               | 291                               | –                                 | 0                                 | 0                                 | –                                 |
| Marco Roelofsen                   | Middenvelder                      | 245                               | 245                               | –                                 | 0                                 | 0                                 | –                                 |
| Mustafa Saymak                    | Middenvelder                      | 234                               | 209                               | 22                                | 2                                 | 1                                 | 2                                 |
| Edwin Duim                        | Middenvelder                      | 210                               | 210                               | –                                 | 0                                 | 0                                 | –                                 |
| Claus Boekweg                     | Verdediger                        | 210                               | 210                               | –                                 | 0                                 | 0                                 | –                                 |

| Top 10 spelers meeste doelpunten | Top 10 spelers meeste doelpunten | Top 10 spelers meeste doelpunten | Top 10 spelers meeste doelpunten | Top 10 spelers meeste doelpunten | Top 10 spelers meeste doelpunten | Top 10 spelers meeste doelpunten | Top 10 spelers meeste doelpunten |
| Naam                             | Positie                          | Totaal                           | Competitie                       | Beker                            | Nacompetitie                     | Europa                           | Supercup                         |
| -------------------------------- | -------------------------------- | -------------------------------- | -------------------------------- | -------------------------------- | -------------------------------- | -------------------------------- | -------------------------------- |
| Leo Koopman*                     | Aanvaller                        | 135                              | 124                              | 11                               | 0                                | 0                                | 0                                |
| Joop Schuman*                    | Aanvaller                        | 116                              | 114                              | 0*                               | 2*                               | 0                                | 0                                |
| Arne Slot*                       | Middenvelder                     | 85                               | 73                               | 9                                | 3*                               | 0                                | 0                                |
| Richard Roelofsen*               | Aanvaller                        | 54                               | 45                               | 9                                | 0*                               | 0                                | 0                                |
| Ron Jans*                        | Aanvaller                        | 52                               | 44                               | 8                                | 0*                               | 0                                | 0                                |
| Arjan Bosschaart*                | Aanvaller                        | 51                               | 42                               | 9                                | 0*                               | 0                                | 0                                |
| Peter van der Hengst*            | Aanvaller                        | 49                               | 42                               | 7                                | 0                                | 0                                | 0                                |
| Jan Bruin*                       | Aanvaller                        | 45                               | 38                               | 7                                | 0*                               | 0                                | 0                                |
| Albert van der Haar              | Verdediger                       | 44                               | 38                               | 2                                | 2                                | 0                                | 0                                |
| Dirk Jan Derksen*                | Aanvaller                        | 43                               | 32                               | 11                               | 0*                               | 0                                | 0                                |

* Van deze speler missen enkele statistieken

Dikgedrukt is nog steeds actief

### Aantal doelpunten 1956–heden
Deze grafiek laat zien hoeveel doelpunten PEC Zwolle heeft gemaakt per seizoen.
| 61 |

| 47 |

| 38 |

| 35 |

| 54 |

| 45 |

| 40 |

| 54 |

| 39 |

| 40 |

| 82 |

| 57 |

| 47 |

| 57 |

| 70 |

| 58 |

| 72 |

| 55 |

| 50 |

| 51 |

| 63 |

| 83 |

| 36 |

| 36 |

| 42 |

| 45 |

| 40 |

| 56 |

| 34 |

| 71 |

| 61 |

| 40 |

| 48 |

| 34 |

| 40 |

| 44 |

| 55 |

| 51 |

| 36 |

| 37 |

| 52 |

| 58 |

| 57 |

| 90 |

| 73 |

| 65 |

| 31 |

| 27 |

| 67 |

| 57 |

| 65 |

| 70 |

| 58 |

| 59 |

| 69 |

| 68 |

| 42 |

| 47 |

| 59 |

| 56 |

| 39 |

| 42 |

| 44 |

| 37 |

| 44 |

| 26 |

| 99 |

| 45 |

| 43 |

| Aantal gescoorde doelpunten per seizoen |

| Eredivisie | Eerste divisie | Tweede divisie |

### Gemiddeld toeschouwersaantal 1956–heden
Deze grafiek laat zien hoeveel supporters de thuiswedstrijden van PEC Zwolle gemiddeld bezochten.
| 2.7 |

| 2.9 |

| 2.6 |

| 2.9 |

| 2.8 |

| 2.9 |

| 2.6 |

| 3.5 |

| 3.9 |

| 4.7 |

| 3.2 |

| 3.8 |

| 2.0 |

| 6.0 |

| 5.6 |

| 4.4 |

| 4.6 |

| 3.1 |

| 4.7 |

| 4.0 |

| 5.4 |

| 6.7 |

| 6.7 |

| 6.6 |

| 6.1 |

| 5.8 |

| 6.8 |

| 7.2 |

| 4.0 |

| 3.0 |

| 5.1 |

| 4.9 |

| 4.0 |

| 1.8 |

| 1.5 |

| 1.7 |

| 2.9 |

| 2.9 |

| 2.8 |

| 2.2 |

| 3.5 |

| 3.3 |

| 3.1 |

| 4.8 |

| 4.3 |

| 4.2 |

| 6.0 |

| 6.3 |

| 3.8 |

| 3.3 |

| 3.2 |

| 3.4 |

| 5.3 |

| 5.5 |

| 7.8 |

| 8.7 |

| 10.8 |

| 12.0 |

| 12.2 |

| 12.3 |

| 12.9 |

| 13.0 |

| 13.5 |

| 13.3 |

| 13.3 |

| 12.5 |

| 13.4 |

| 13.8 |

| 13.8 |

| Gemiddeld aantal toeschouwers in duizendtallen vanaf 1956 tot heden |

| Eredivisie | Eerste divisie | Tweede divisie |

### Bekende en prominente (oud-)spelers
- Sepp van den Berg
- Diederik Boer
- Foeke Booy
- Dirk Jan Derksen
- Klaas Drost
- Kingsley Ehizibue
- Albert van der Haar
- Rinus Israël
- Ron Jans
- Bert Konterman
- Leo Koopman
- Robert Maaskant
- Fred Patrick
- Etiënne Reijnen
- Tijjani Reijnders
- Johnny Rep
- Wim Rijsbergen
- Marco Roelofsen
- Richard Roelofsen
- Rini van Roon
- Piet Schrijvers
- Joop Schuman
- Arne Slot
- Jaap Stam
- Mauro Almeida
- Tozé
- Eric Botteghin
- Niklas Moisander
- Yuri Banhoffer
- Gregg Berhalter
- Denni Avdić
- Tomáš Necid

### Topscorers
- 1955/56:  Joop Schuman (21)
- 1956/57:  Jan Horst (13)
- 1957/58:  Leo Koopman (13)
- 1958/59:  Leo Koopman (17)
- 1959/60:  Leo Koopman (12)
- 1960/61:  Leo Koopman (20)
- 1961/62:  Leo Koopman (15)
- 1962/63:  Hennie van Nee (15)
- 1963/64:  Leo Koopman (19)
- 1964/65:  Leo Koopman (11)
- 1965/66:  Leo Koopman (11)
- 1966/67:  Joop Schuman (22)
- 1967/68:  Anton Vučkov (12)
- 1968/69:  Puck van der Horst (10)
- 1969/70:  Lody Kragt (15)
- 1970/71:  Cirilio (Pepe) Fernandez (18)
- 1971/72:  Henk Liotart (12)
- 1972/73:  Herman Heskamp (24)
- 1973/74:  Herman Heskamp (21)
- 1974/75:  Herman Heskamp (21)
- 1975/76:  Cees van Slooten (13)
- 1976/77:  Ronald Hendriks (14)
- 1977/78:  Ron Jans (16)
- 1978/79:  Koko Hoekstra (7)
0000000:  Tjeerd van 't Land (7)
- 1979/80:  Koko Hoekstra (9)
- 1980/81:  Peter van der Hengst (13)
- 1981/82:  Ron Jans (12)
- 1982/83:  Rini van Roon (12)
- 1983/84:  Rini van Roon (20)
- 1984/85:  Aziz Doufikar (7)
0000000:  Peter van der Hengst (7)
- 1985/86:  Foeke Booy (15)
- 1986/87:  Foeke Booy (21)
- 1987/88:  Peter van der Waart (11)
- 1988/89:  Edwin van Ankeren (9)
0000000:  Peter van der Waart (9)
- 1989/90:  Richard Roelofsen (11)
- 1990/91:  Marco Roelofsen (9)
- 1991/92:  Gérard van der Nooij (10)
- 1992/93:  Martin Reijnders (11)
- 1993/94:  Remco Boere (13)
- 1994/95:  Remco Boere (10)
0000000:  Henry van der Vegt (10)
- 1995/96:  Lucian Ilie (7)
- 1996/97:  Jan Bruin (11)
- 1997/98:  Jan Bruin (14)
- 1998/99:  Arne Slot (18)
- 1999/00:  Dirk Jan Derksen (28)
- 2000/01:  Richard Roelofsen (14)
- 2001/02:  Arne Slot (12)
- 2002/03:  Richard Roelofsen (8)
- 2003/04:  Jasar Takak (8)
- 2004/05:  Ruud Berger (13)
- 2005/06:  Santi Kolk (18)
- 2006/07:  Anton Jongsma (14)
- 2007/08:  Tozé (15)
- 2008/09:  Dave Huymans (8)
0000000:  Derk Boerrigter (8)
- 2009/10:  Eldridge Rojer (12)
- 2010/11:  Sjoerd Ars (28)
- 2011/12:  Nassir Maachi (18)
- 2012/13:  Denni Avdić (8)
0000000:  Fred Benson (8)
- 2013/14:  Guyon Fernandez (10)
- 2014/15:  Tomáš Necid (11)
0000000:  Stefan Nijland (11)
- 2015/16:  Lars Veldwijk (14)
- 2016/17:  Queensy Menig (9)
- 2017/18:  Mustafa Saymak (11)
- 2018/19:  Vito van Crooij (9)
0000000:  Lennart Thy (9)
- 2019/20:  Reza Ghoochannejhad (7)
- 2020/21:  Reza Ghoochannejhad (6)
- 2021/22:  Daishawn Redan (6)
- 2022/23:  Lennart Thy (23)
- 2023/24:  Lennart Thy (13)
- 2024/25:  Dylan Vente (13)

### Trainers
- 1928–1930:  Bill Julian
- 1930–1932:  Sid Castle
- 1940–1943:  Jan Britstra
- 0000–1943:  Vilmos Halpern
- 1947–1948:  Benjamin Burley
- 1948–1953:  Jan de Roos
- 1953–1957:  Jan van Asten
- 1957–1958:  Jan de Roos &  Piet Vogelzang
- 1958–1959:  Herman Spijkerman
- 1959–1961:  Jan de Roos
- 1961–1963:  Herman Spijkerman
- 1963–1965:  Cor Sluyk
- 1965–1966:  Wim Blokland
- 1966–1968:  Jan van Asten
- 1968–1969:  Joep Brandes
- 1969–1970:  Pim van de Meent
- 1970–1973:  Lászlo Zalai
- 1973–1974:  Georg Keßler
- 1974–1975:  Friedrich Donenfeld &  Jan Verhaert
- 1975–1977:  Hans Alleman
- 1977–1982:  Fritz Korbach
- 0000–1982:  Bas Paauwe
- 0000–1982:  Rinus Israël (a.i.)
- 1982–1984:  Cor Brom
- 1984–1988:  Co Adriaanse
- 0000–1988:  Ben Hendriks (a.i.)
- 1988–1989:  Theo Laseroms
- 1989–1992:  Theo de Jong
- 1992–1995:  Ben Hendriks
- 1995–1996:  Piet Schrijvers
- 1996–1998:  Jan Everse
- 1999–2001:  Dwight Lodeweges
- 2001–2002:  Paul Krabbe
- 2002–2003:  Peter Boeve
- 0000–2003:  Gerard Nijkamp (a.i.)
- 2003–2006:  Hennie Spijkerman
- 0000–2006:  Harry Sinkgraven (a.i.)
- 2006–2009:  Jan Everse
- 0000–2009:  Claus Boekweg (a.i.)
- 0000–2009:  Marco Roelofsen (a.i.)
- 0000–2009:  Jan Everse
- 0000–2009:  Claus Boekweg &  Jaap Stam (a.i.)
- 2010–2013:  Art Langeler
- 2013–2017:  Ron Jans
- 2017–2018:  John van 't Schip
- 0000–2018:  Gert Peter de Gunst (a.i.)
- 2018–2019:  Jaap Stam
- 2019–2021:  John Stegeman
- 0000–2021:  Lee-Roy Echteld (a.i.)
- 0000–2021:  Bert Konterman (a.i.)
- 202100000:  Art Langeler
- 2021–2023:  Dick Schreuder
- 2023–2025:  Johnny Jansen
- 2025–heden:  Henry van der Vegt

### Voorzitters
- 1910–19??:  J.B.G. Nieuwhof
- 1918–1920:  P. van de Salentein
- 19??–1923:  Dhr. Viehoff
- 1923–1925:  H. de Graaf
- 1925–1937:  N. Geertsma
- 1937–1940:  A. Pinkster
- 1940–1942:  K. Drost
- 1942–1946:  J.H.C. Gans
- 1946–1952:  Michiel Wilhelm
- 1952–1957:  H. Egberts
- 1957–1966:  J.J. Ruiter
- 1966–1969:  G.C. Duyn
- 1969–1972:  W.A.M. ten Doeschate
- 1972–1979:  Jan Willem van der Wal
- 1979–1982:  Jan Wiersma
- 1982–1984:  Max Malcorps
- 1984–1988:  Marten Eibrink
- 1988–1989:  Jaap de Groot (a.i.)
- 1989–1998:  Gaston Sporre
- 1998–2009:  Ronald van Vliet
- 0000–2009:  Arjan Jansen (a.i.)
- 2009–2014:  Adriaan Visser
- 2014–2020:  Han Brouwers
- 2020–2025:  Meine Breemhaar [simple]
- 2025–heden:  Frans van der Kolk